# Playa de Las Canteras
La playa de Las Canteras es la playa urbana principal de la ciudad de Las Palmas de Gran Canaria (Gran Canaria, Canarias, España). Es una de las playas más importantes de Canarias. Frecuentada durante todo el año, es la playa preferida por la mayoría de los habitantes de la ciudad y los extranjeros que la visitan, que pueden disfrutar de ella en cualquier época del año gracias a la benignidad del clima.
Las Canteras cuenta con un Sistema de Gestión Ambiental certificado según a la norma UNE-EN ISO 14001 y Certificado de Accesibilidad Universal para el servicio de baño a personas con movilidad reducida, certificado por el mismo organismo.
La playa de Las Canteras acaba de izar la bandera de la Q de Calidad Turística y suma a este galardón, el Certificado ISO de Gestión Ambiental y el Certificado de Accesibilidad Universal, lo que la convierte en uno de los arenales mejor valorados de España.
Los premios Travellers Choice Playas 2013 situaron a Las Canteras en el puesto número 10 en España, tras un estudio que reconocía la calidad de 276 playas ubicadas en África, Asia, el Caribe, Centroamérica, Europa, Oriente Medio y EE. UU, entre las que se encuentra la Playa de Cofete, en Fuerteventura, en el puesto número 6, y que encabeza la playa de Las Catedrales en Ribadeo.
El nombre de la playa siempre ha estado vinculado a La Barra, una roca sedimentaria de arenisca y deposiciones calcáreas que discurre en paralelo a la orilla, proporcionándole abrigo frente al oleaje del norte y confiriéndole una personalidad propia. Antiguamente se la conocía como playa del Arrecife, debido a que La Barra emergía del agua como un arrecife. Posteriormente, esta fue explotada como cantera para extraer la roca que se destinó, entre otros usos, a numerosas construcciones de la ciudad como la Catedral de Canarias. En recuerdo a esta práctica, ya abandonada, pervive hoy el nombre de playa de Las Canteras.

## Situación

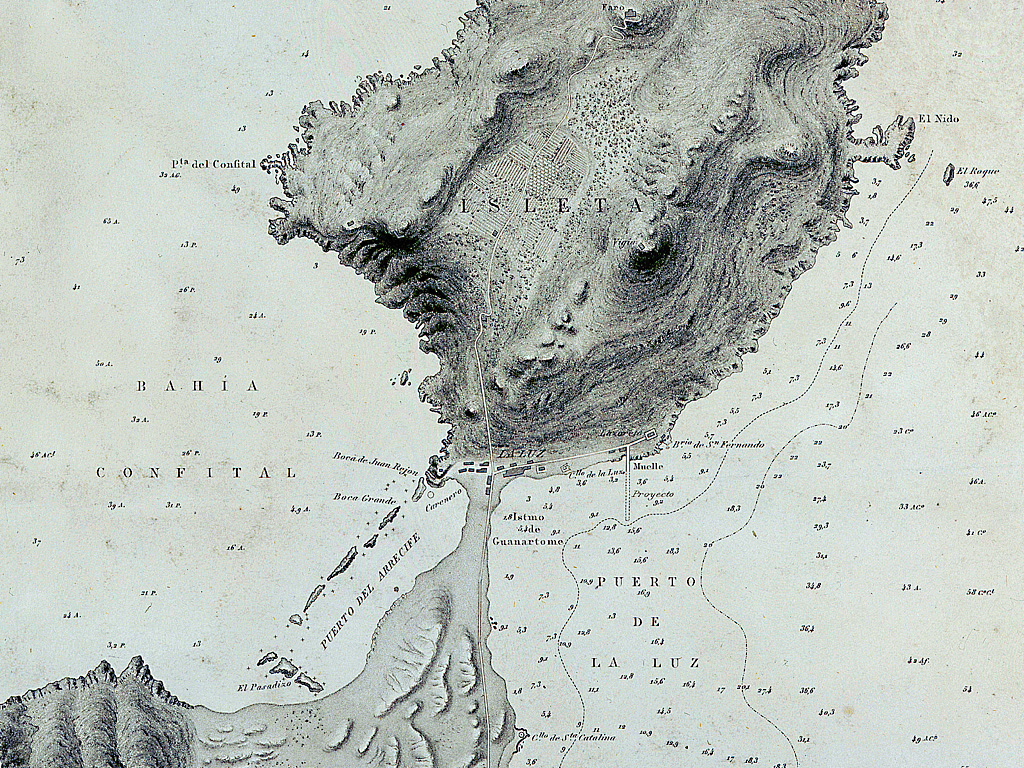
El istmo de Guanarteme en 1879.

Las Canteras se extiende en el lado poniente del istmo de Guanarteme, antaño lengua de dunas y arenas que unía las montañas de la península de La Isleta, situadas al noreste, con el resto de la isla de Gran Canaria. La playa es la más extensa de las existentes en la ciudad. Se encuentra orientada al noroeste, en lo que se conoce como arco o bahía del Confital, y se extiende desde las estribaciones de La Isleta hasta poco antes de la desembocadura del barranco de Tamaraceite, durante poco más de tres extensos kilómetros de arena fina y dorada. 
En gran parte de esta longitud, la playa queda resguardada de las corrientes del Atlántico por una barra natural, de arenisca y arrecifes, que es conocida popularmente con el nombre de "la barra" y puede alcanzarse a nado desde la orilla. Por el lado interior de la costa, discurre el Paseo de Las Canteras, vía peatonal que recorre en paralelo toda la playa desde las inmediaciones del Auditorio Alfredo Kraus hasta la zona conocida como "la Puntilla" y de ahí, en prolongación, hasta llegar a las inmediaciones de la playa del Confital, lugar que algunos años atrás solo era frecuentado por practicantes de surf y bodyboarding, donde se genera la que muchos consideran como la mejor ola derecha de Europa.
La Playa de Las Canteras comprende tres zonas que se corresponden con los arcos e inflexiones que esta realiza en el litoral. Cada una de ellas presenta unas características morfológicas determinadas.

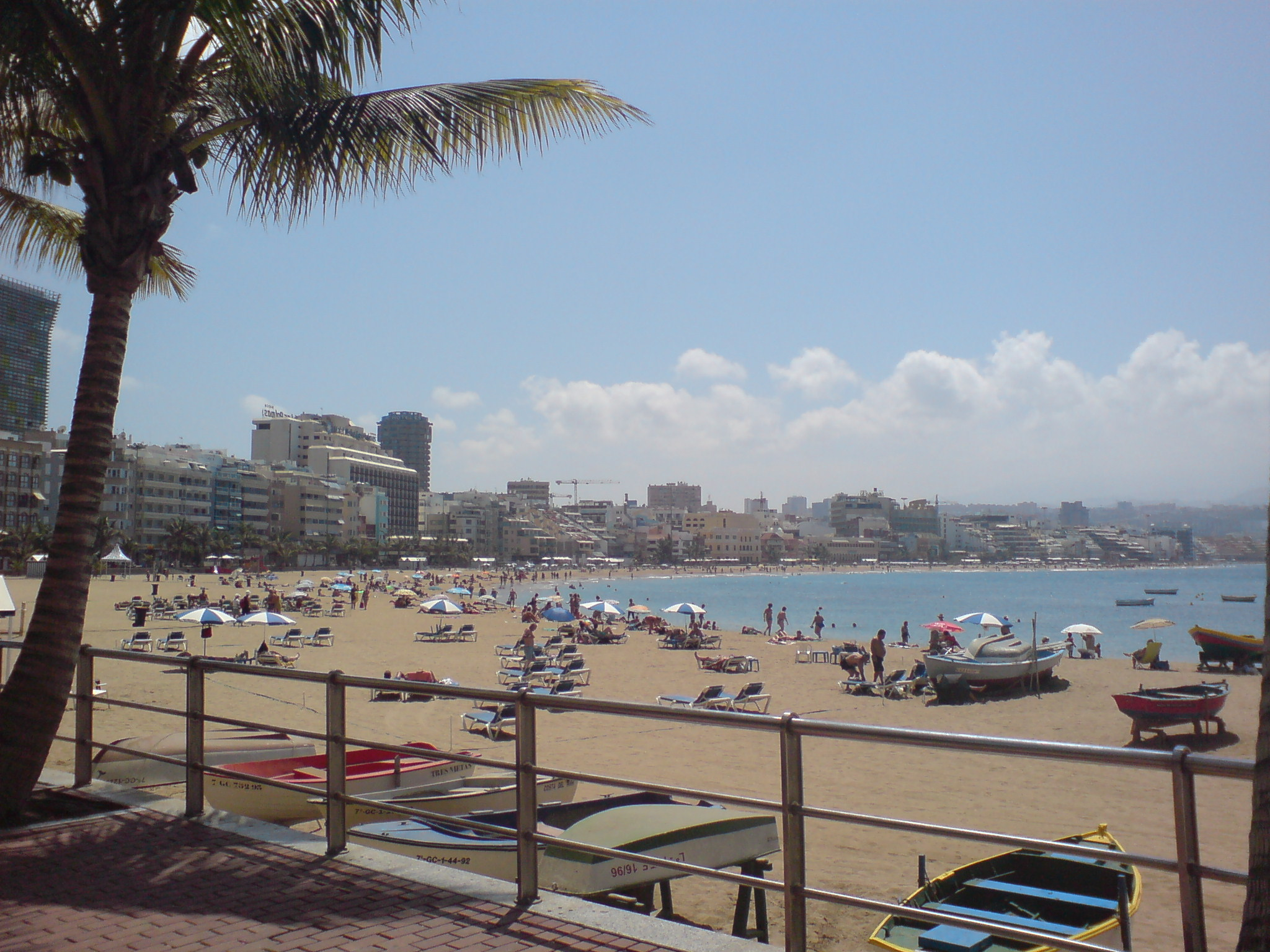
Vista de Las Canteras desde La Puntilla, arco septentrional.

Arco norteEste arco, conocido vulgarmente como la Playa de Las Canteras o Playa Grande, tiene una extensión que se aproxima a los 1.120 metros, mientras que su anchura varía entre los 20 m en la zona sur y los 120 m en la parte central, pasando por los 80 m en la zona norte de La Puntilla. Se trata de la zona más protegida de la playa, ya que, por un lado, durante la mayor parte del año se encuentra resguardado del embate de las olas por la Barra, y por otro lado, porque apenas sufre los efectos de los temporales de componente norte y noreste, al encontrarse en la zona de sombra que le confieren las montañas de la península de La Isleta.: La barra principal o barra grande es la más explotada de todas, ya que es frecuentada por bañistas que la alcanzan a nado desde la orilla. Sobre esta barra, cuando se encuentra emergida en las bajamares o al amanecer, se puede encontrar una variada y rica fauna ornitológica, siendo frecuente observar sobre ella a una comunidad bastante numerosa de gaviotas. La Puntilla es el extremo final de la playa y también la zona en la que se está acumulando mayor cantidad de arena, debido a la dinámica natural de arrastre que existe en Las Canteras y que se ha visto seriamente perjudicada con la urbanización del istmo.

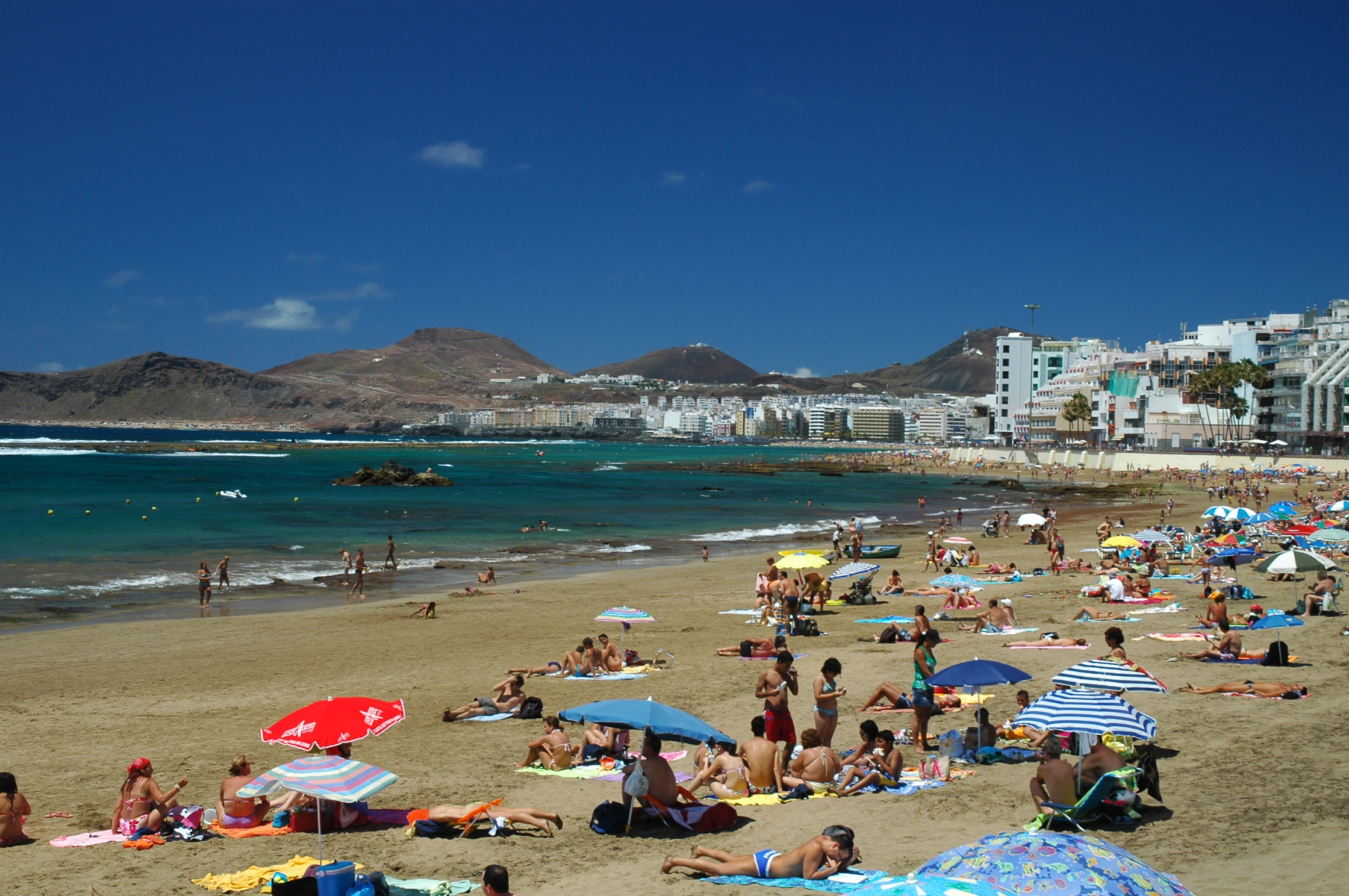
La Peña de la Vieja y Los Lisos, arco central.

Arco centralPresenta una longitud de 760 metros y unos 80 m de ancho en su parte más meridional, estrechándose en la zona más céntrica para conformar una playa de apenas 40 m en su lado septentrional. En este punto nos encontramos con un pequeño arco que forma la denominada Playa Chica, uno de los puntos más característicos de Las Canteras. Esta zona tiene una longitud de 120 m y una anchura hasta el nivel de bajamar de 80 m en el borde central del arco y tan solo 20 m en sus extremos. La orilla de este arco es la más rocosa y pedregosa de toda la playa de Las Canteras, por lo que el transporte de arena en este punto no es tan variable como en el arco sur, existiendo más bien una pérdida de esta: Este arco central está protegido por una pequeña barra separada de la principal (conocida como la barra amarilla), de características similares a esta, el peñón central y la cabecera sur de la barra principal. A 60 m de la orilla se encuentra la peña más famosa de la playa de Las Canteras, la Peña de la Vieja, que cuenta con unos 15 m de diámetro en su base. Además en esta área pueden encontrarse otras peñas y numerosas rocas que mayoritariamente sobresalen durante las bajamares, mientras que otras lo hacen de forma permanente. El punto de separación entre la barra amarilla y la barra principal es conocido popularmente como el pasadizo, ya que tiene el calado suficiente como para que, incluso en bajamar, pueden pasar a través de él embarcaciones ligeras. Este hueco también es aprovechado por una buena parte de la fauna piscícola para acceder al interior de la dársena.

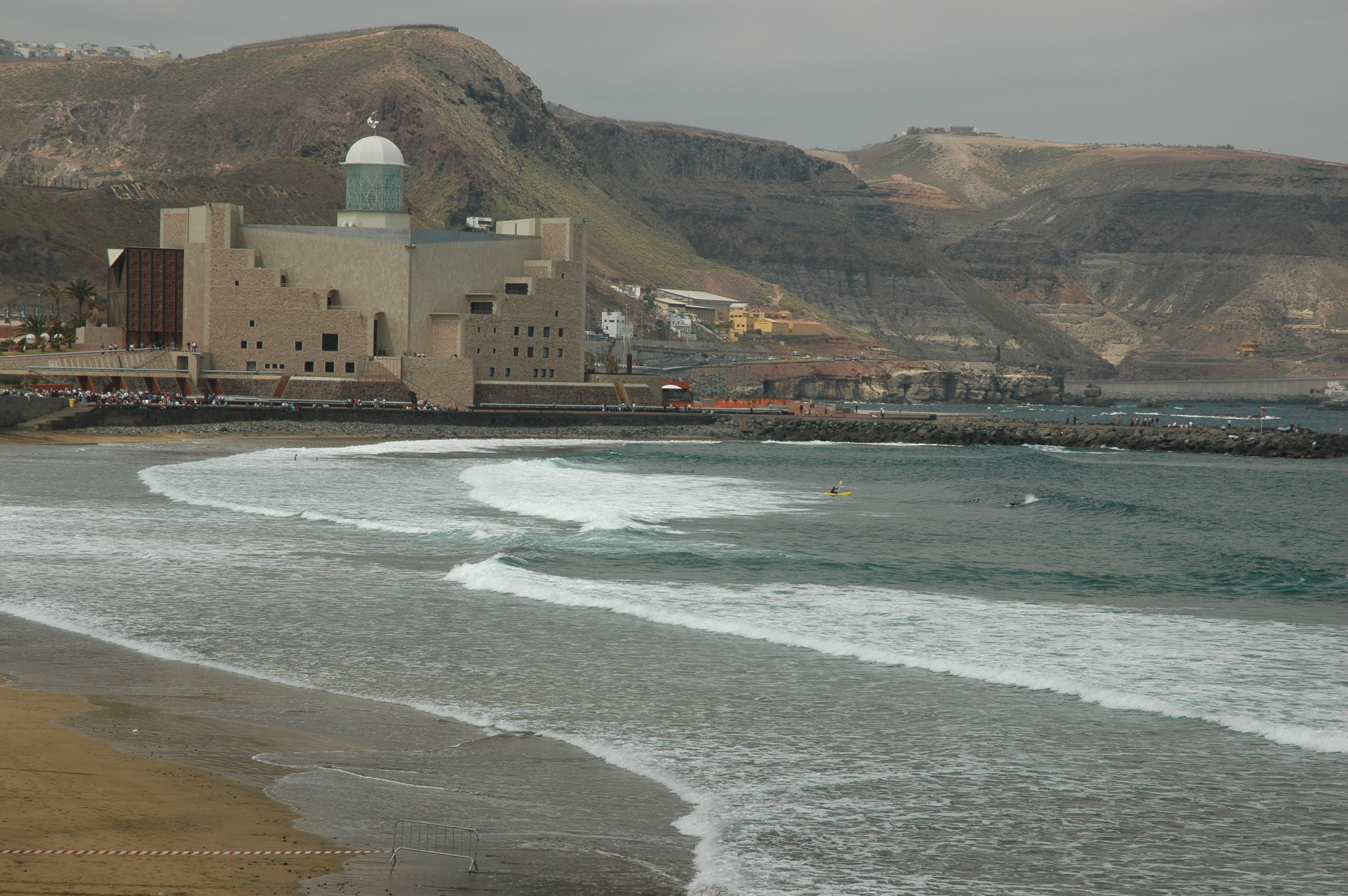
Extremo de La Cícer, Los Muellitos y el Auditorio Alfredo Kraus; arco meridional.

Arco surCorresponde por entero con la playa de La Cícer o de Guanarteme, abarcando también la Punta de Núñez y la Los Muellitos, ambas zonas detrás del Auditorio Alfredo Kraus. Este arco se extiende por una franja litoral de 1.080 metros de longitud y una anchura media de 80 metros en bajamar. Dado que esta zona de playa no está protegida por La Barra, su perfil es muy cambiante al encontrarse más expuesta al oleaje. No obstante, esta zona de playa está conformada, en su mayor parte, por arena de granulometría fina, algo más densa que la del resto de Las Canteras (lo que dificulta su arrastre mar adentro), con una permanente acumulación de cantos rodados en su extremo meridional, junto a Los Muellitos, así como algunas áreas pedregosas en la zona central coincidente con el límite de bajamar. La punta de Núñez es un saliente pedregoso bastante abatido por el oleaje de todo el sector norte.: Los Muellitos es el nombre que reciben dos escolleras localizadas perpendicularmente a la Punta de Núñez, formándose entre ellas la playa de Los Muellitos, de 50 m de largo y constituida por cantos rodados. Una de las escolleras mide aproximadamente 100 m de longitud y la otra, situada más al sur, unos 60 m. Ambas cuentan con una anchura de 25 metros. Estos espigones conforman, junto con La Puntilla (en el extremo norte de la playa) el promontorio donde se encaja la Playa de Las Canteras. Aproximadamente en la mitad de este arco sur se encuentra la desembocadura del barranco de La Ballena, un cauce seco con escorrentías esporádicas que solo llegan hasta la playa en época de lluvias.

### Mapa zonal

Carta de la Playa de Las Canteras (2007).

## Formación geológica
La Isleta era en sus orígenes un islote aislado, separado de la isla de Gran Canaria por una franja de mar de cerca de un kilómetro de ancho. En su lado sureste surgió el istmo de Guanarteme, una lengua de tierra que permitía convertir a La Isleta en península uniéndola al resto de la isla. El istmo contaba con una longitud aproximada 4,12 km y poco más de 200 metros de ancho en su parte más estrecha, abriéndose en forma de copa en sus extremos. La vertiente occidental del istmo está ocupada por la playa de Las Canteras, mientras que la oriental acoge las instalaciones del Puerto de La Luz. 
El campo de dunas se formaba con las arenas que la corriente marina depositaba en la playa y que luego los vientos alisios arrastraban a tierra firme. Hasta mediados del siglo XIX el campo dunar se conservaba prácticamente intacto, tal y como se reflejaba en planos de la época, pero la expansión de la ciudad fue provocando su deterioro progresivo hasta desaparecer en su práctica totalidad.
Pese a su vinculación con La Isleta, no hay datos que determinen la composición del material geológico que se encuentra bajo el istmo. Solo el geólogo finlandés Hausen, en un estudio llevado a cabo en el año 1962, ha podido expresar una teoría al respecto. Según Hausen, toda la ciudad de Las Palmas de Gran Canaria está asentada sobre una terraza fluvial de conglomerados fonolíticos, sedimentada después del Mioceno mediante aportes del barranco Guiniguada, coincidiendo con una notable regresión marina de la isla debido al incremento de sus actividades volcánicas, y al surgimiento de La Isleta, como un islote de aquella, también debido a las erupciones volcánicas que se dieron hasta el período cuaternario reciente.
Las corrientes marinas entre La Isleta y Gran Canaria dificultaron la consolidación del estrecho retrasándola durante un tiempo hasta los últimos episodios fluviales, pero cuando se produjo vino acompañada de cementación debida a la sedimentación de aportes calcáreos de la abundante fauna marina que existía, formando por lumaquelas y ostreidos. Finalmente, el aporte incesante de los referidos materiales provocó la colmatación del pequeño estrecho formando el istmo de Guanarteme que une hoy La Isleta, actual península a modo de tómbolo, con la ciudad de Las Palmas de Gran Canaria y el resto de la isla. 
El primitivo tómbolo formaba una playa cuyas orillas llegaban hasta donde actualmente se emplaza La Barra. Los aportes de agua dulce que llegaban hasta el litoral provenientes del barranco de La Ballena, contribuyeron a que tal playa se fuera endureciendo hasta compactarse, formándose así la roca que hoy puede verse. Con el paso de los años, el batir del oleaje y los vientos dominantes, fueron modelando La Barra y las peñas que sobresalen del mar, otorgándoles la peculiar forma con la que han llegado hasta nuestros días.
De esta forma nació la Playa de Las Canteras, la cual durante mucho tiempo se llamó Bahía del Arrecife. Está constituida en su totalidad por arena rubia fina, encontrándose en ella pequeños cristales de olivino y piroxeno, así como un componente orgánico de conchas molidas, lo que se conoce en Canarias con el nombre de confite. Del agua emergen, en la bajamar, restos rocosos que probablemente correspondan al sustrato donde se asienta la arena de la playa y el istmo en sí.

## Historia

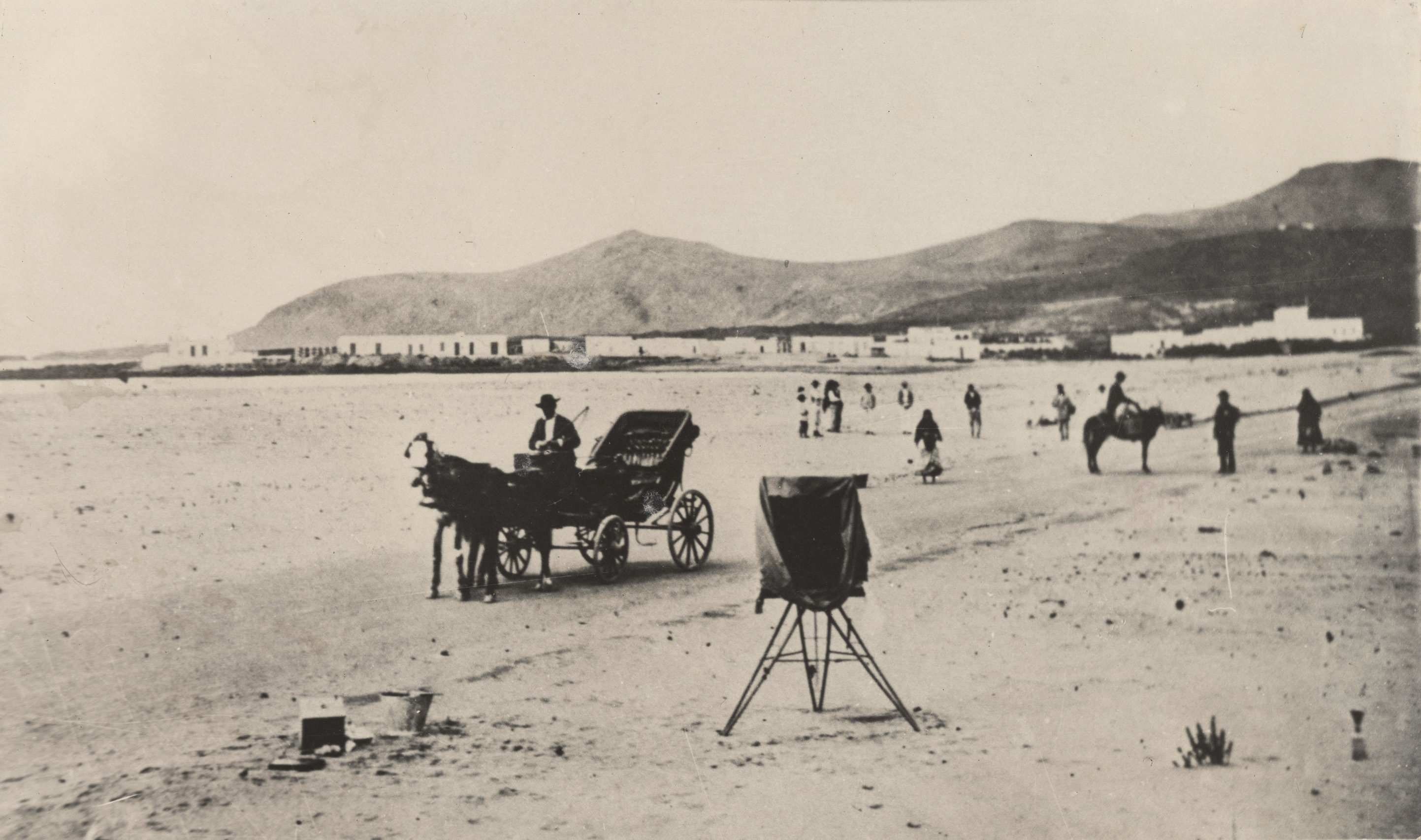
Arenales del istmo en 1885.

La lengua de dunas y arena que era el istmo de Guanarteme ha desaparecido hoy día, quedando las playas de Las Canteras, a poniente, y la de Las Alcaraveneras, a naciente, como un pequeño recuerdo de lo que un día fue el extenso campo dunar que conformaba el istmo.
Fue a finales del siglo XIX, cuando empezó a poblarse la zona, hasta entonces desierta. Favorecidas por la pujanza del Puerto de La Luz, sobre el campo dunar, se fueron asentando las viviendas que terminarían cubriéndolo por completo para consolidar el barrio urbano de Santa Catalina. 
Las dunas eran consecuencia del arrastre de arena de la playa, que al ir levantándose las edificaciones y modificando el sistema de circulación de la arena, frenaron su avance y provocaron su acumulación, por lo que fueron ganando espacio al mar de forma progresiva, ensanchando así la superficie del istmo.
Las primeras referencias concretas a las playa se remontan al siglo XV, si bien antes, en torno a los años 1410 y 1460, ya se publicaban planos en los que La Isleta aparecía separada de la isla como si el istmo estuviese rebasado por agua la mayor parte del tiempo. En la época de la conquista de la isla (1479) ya se testimoniaba que el traslado entre el puerto y la ciudad había de hacerse habitualmente en bote.
En el siglo XVI, se cita el Puerto del Arrecife, como lugar de embarque y desembarque, pero supeditado al de Las Palmas y un siglo después, hacia 1686, aparece el primer plano del istmo dibujado por Pedro Agustín del Castillo, en el que figura la Bahía del Arrecife con una serie de escollos que representaban La Barra. A finales del siglo XVII, la ciudad no era tan extensa como lo es hoy, por lo que la playa quedaba a unos kilómetros del casco. Es por ello era un lugar prácticamente desierto y desconocido para la ciudadanía, solo frecuentado por quienes se atrevían a visitarla caminando o en carreta entre campos de cultivo y dunas, o bien la cruzaban para ir de pesca o de caza a La Isleta o, simplemente, por motivos comerciales dado que la zona era fondeadero habitual de buques, resguardados al abrigo de La Isleta.

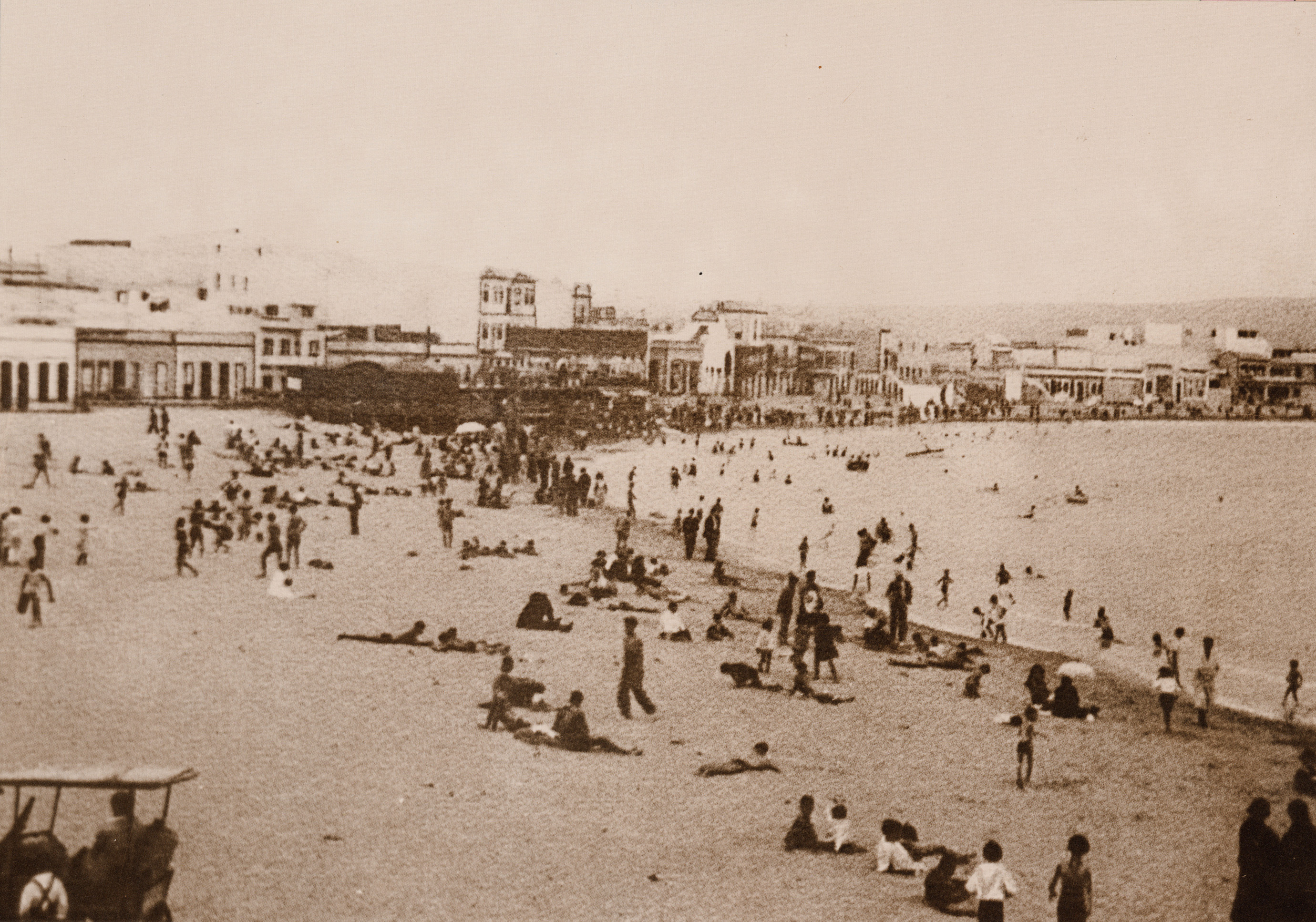
Paisaje playero y primera urbanización (1925).

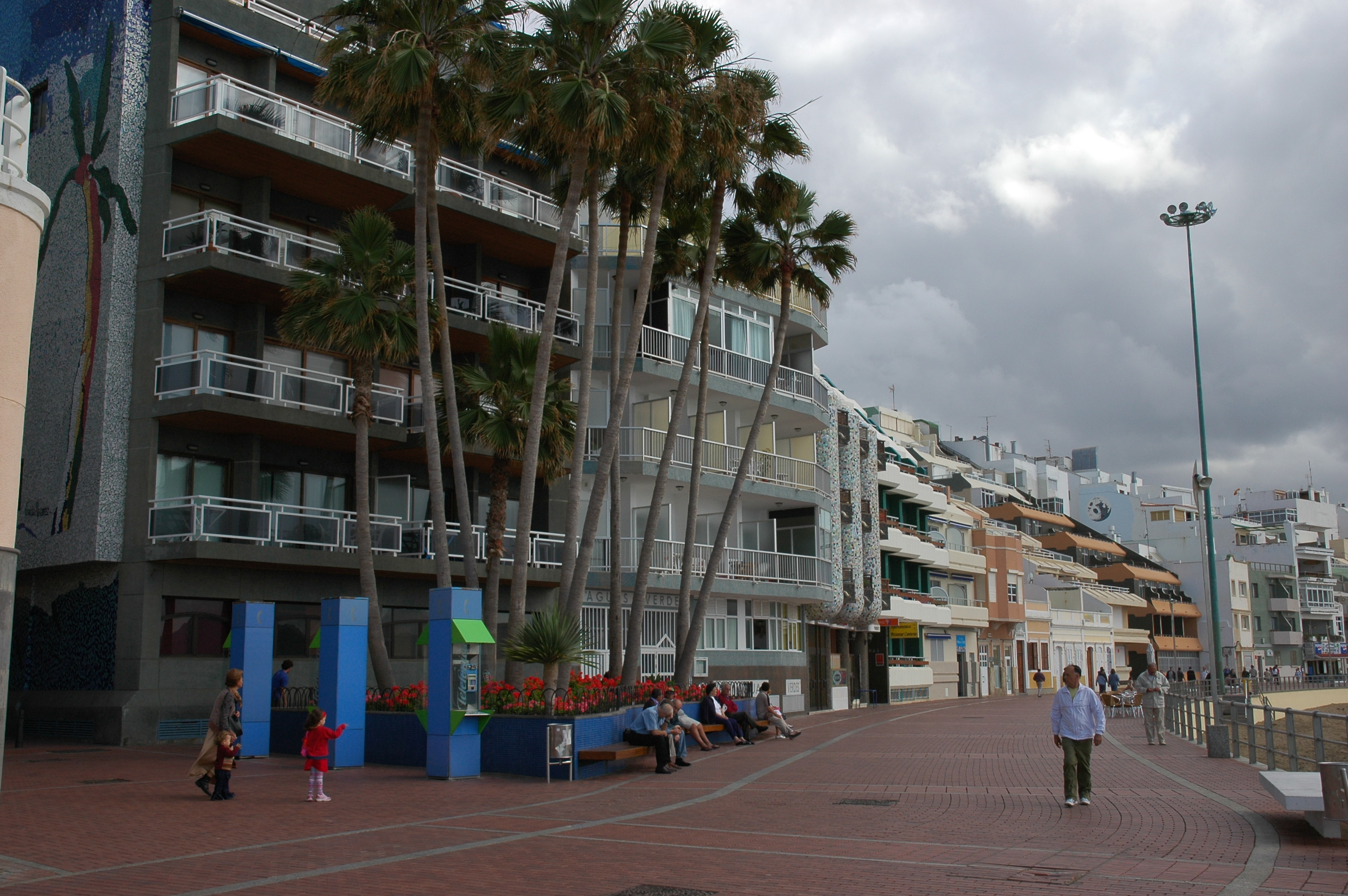
Paseo de Las Canteras, plaza Pinito del Oro (2004).

Siglos más tarde, en el XIX se comenzaron las obras de la carretera que uniría la playa y el puerto con el casco urbano (1855) y con ella se puso en marcha, en 1890, el primer viaje colectivo en tranvía desde Vegueta al Puerto del Refugio. Gracias a estos medios, la playa comenzó a ser tímidamente frecuentada por los ciudadanos. En torno a 1910 ya se habían levantado las primeras edificaciones y entonces la playa era frecuentada por unas doscientas personas en sus mejores días, pero la mayoría de ellos eran paseantes. La moral de la época, que veía mal el baño en la playa como ahora lo conocemos, reducía el número a unos pocos bañistas.

### Urbanización
Es a partir de finales del siglo XIX cuando la playa ya empezaba a ser conocida por el nombre de Las Canteras. El origen del topónimo se debe a las extracciones que se hacían en La Barra de piedra arenisca para los filtros de las populares pilas de agua canarias o destiladeras, práctica esta que, de no haber sido suspendida en su momento, hubiera acabado por hacer desaparecer al arrecife y con él parte de la playa. Por aquellos años el auge del muelle de San Telmo trajo consigo una creciente actividad de carpinteros de ribera y otros artesanos que encontraron en la Bahía del Arrecife el principal carenero. Salvo un reducido caserío en la zona de La Puntilla donde estos artesanos vivían y trabajaban, el resto seguía siendo un paraje deshabitado.
Con la llegada del año 1883, comenzaron los trabajos de construcción del Puerto de La Luz y también fueron surgiendo los primeros planes de urbanización. Así, ese mismo año, el arquitecto municipal Francisco de la Torre idea un proyecto en donde la playa aparecía enmarcada por una gran calle, la más grande que se preveía para el sector, anticipándose a la idea del paseo peatonal que se levantaría en el futuro tal y como lo conocemos ahora. Unos años más tarde de aprobado el proyecto, empezaron a erigirse las primeras casas, principalmente residencias de veraneo de familias adineradas.
De aquella época se conservan algunas reliquias urbanísticas del pasado vacacional de los primeros años del siglo XX en la playa de Las Canteras, de cuando las familias “ricas” de Las Palmas se acercaban a Las Canteras para pasar sus vacaciones veraniegas en espléndidas casonas de playa para tal fin, correspondientes a ciertas familias de la burguesía urbana, tales como Cayetano lnglott Ayala, los hermanos Amaranto y Teófilo Martínez de Escobar, Juan Rodríguez Quegles, Agustín Sánchez Rivero, Agustín Báez Navarro o la casa de baños en la misma playa de Manuel Reina Pérez. Fue casi al mismo tiempo que la playa de Las Canteras recibía a los primeros turistas aventureros ingleses que se maravillaron con la belleza de esta playa y la transparencia de sus aguas.
Dentro del conjunto de edificaciones que se conservan podemos resaltar la comandancia de Marina (Fernando Navarro, 1913) de alzado ecléctico y tres plantas con torreones en las esquinas; el edificio Mesa y López (Miguel Martín, 1923), una casa de recreo plurifamiliar, que responde a los modelos de la arquitectura centroeuropea con un juego de volúmenes, cubiertas y materiales vistos de gran atractivo; y la clínica San José (Laureano Arroyo, 1895 y Rafael Masanet, 1928), una casa-asilo, hospital y escuela para obreros y sus hijos, que fue iniciativa de Bartolomé Apolinario.
Este interesante edificio, que sigue siendo un centro hospitalario, se dispone en torno a un patio central, tiene dos alturas en la larga crujía que abre al mar, con una gran arcada a la que se abren las habitaciones de la planta baja y una galería volada sobre ménsulas y soportes en la planta alta, que se remata en sus extremos con piezas ochavadas. Junto a ésta, en la calle Padre Cueto, está la iglesia de San José (Laureano Arroyo, 1905).
Por las primeras décadas del siglo XX, entre 1920 y 1930, Las Palmas de Gran Canaria se convirtió en estación invernal, visitada anualmente por unos 3000 turistas. Estos turistas, ingleses en su mayoría, se alojaban en los catorce hoteles que por entonces tenía la ciudad, de los cuales nueve estaban situados en la zona del Puerto dado el gran atractivo que por entonces ya había logrado la playa de Las Canteras. A raíz de ello, el ayuntamiento decide en 1936 adoptar como proyecto definitivo de urbanización el del arquitecto Miguel Martín Fernández de la Torre, comenzándose las obras del paseo al año siguiente y manteniéndose su fisonomía original, salvo pequeños cambios, hasta las obras de remodelación total que concluyeron a finales de los años 1990.
La fisonomía de la zona de la playa de Las Canteras se ha visto modificada radicalmente con el paso del tiempo. De las casas de la burguesía de dos alturas que existían hasta mediados del siglo XX, se ha pasado al alojamiento turístico que convive con la construcción y rehabilitación de viviendas y apartamentos privados.
A largo del siglo XX se fueron sucediendo diversos proyectos de urbanización y ordenación no del todo puestos en práctica. Por ejemplo, el del arquitecto bilbaíno Secundino Zuazo Ugalde de 1943, profesional con acertados planteamientos que fueron ejecutados en otras zonas de la ciudad, pero que tuvo para Las Canteras una propuesta muy singular que, afortunadamente, no fue puesta en práctica por el ayuntamiento. Zuazo, en su planeamiento, cerraba la playa con dos diques paralelos a la costa, con los que ganaba terrenos al mar para destinarlo a edificaciones, espacios públicos y a la construcción de un pequeño muelle deportivo; un proyecto que, de haberse realizado, se hubiera comido la mitad de la playa dejando La Barra en la misma orilla.

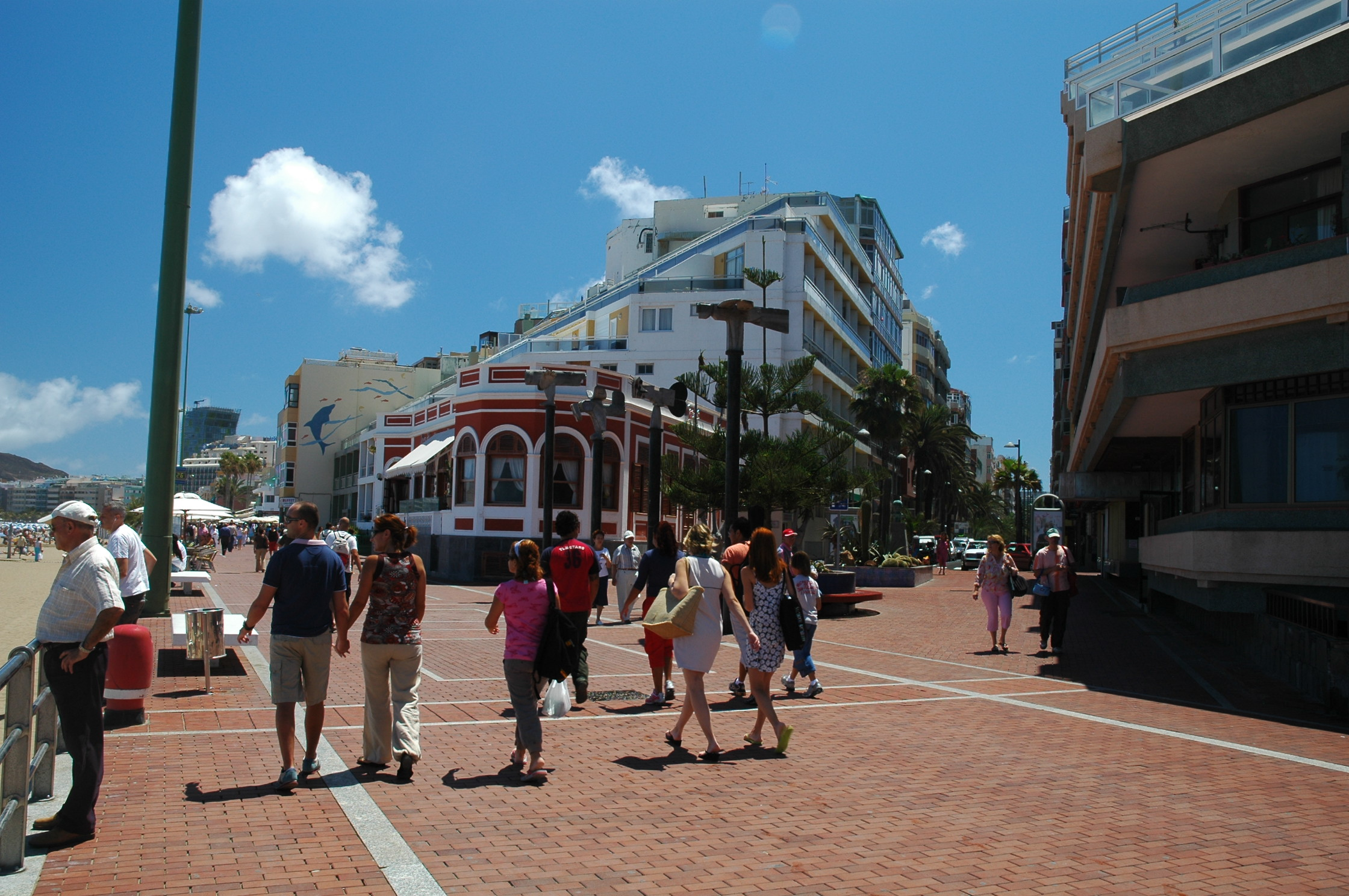
Paseo de Las Canteras, grupo escultórico de la calle Luis Morote (2007).

En 1991 el ayuntamiento de la ciudad se planteó dar un lavado de cara a la playa y afrontó la renovación del paseo que desde su construcción en los años 1930 tan solo había sido sometido a parcheos y al repintando anual de sus barandillas. Para ello se tomó la decisión de realizar una obra con vistas a futuro y para ello se renovó todo el pavimento, el alumbrado público y el mobiliario urbano, y se realizaron, además, una serie de obras complementarias como la organización de las canalizaciones y la creación de una galería de servicios que recorre todo el subsuelo del paseo y que evita la apertura de zanjas y catas sobre el nuevo pavimento cuando haya que arreglar averías. La obra, dada su extensión y envergadura, se tuvo que realizar en varias fases comenzando por la zona de La Isleta hasta llegar a las inmediaciones del Auditorio Alfredo Kraus en el barrio de Guanarteme e incluyó, además del reformado de la avenida, el de cada una de las calles que confluían en ella y que fueron peatonalizadas con los mismos materiales que los empleados en el paseo.
Así, Las Canteras pasó de ser una playa clásica, familiar y obsoleta a transformarse en una playa de vanguardia, con mobiliario moderno y funcional, con accesos y servicios para personas con movilidad reducida y conectada por una completa red de transportes y comunicaciones. Desde entonces la modernización y el crecimiento de Las Canteras han continuado, y el paseo se ha ampliado a cada extremo. En un extremo se encuentra La Puntilla, lugar donde antes acababa la playa y desde donde ahora arranca el paseo marítimo hasta las inmediaciones de El Confital, que durante su recorrido se va adaptando a la especial orografía de la zona, más abrupta y acantilada, resaltando la belleza de la roca volcánica y de las numerosas peñas que salpican el camino. Por el otro extremo, tradicionalmente la playa terminaba en La Cícer. Ahora llega hasta las inmediaciones del Auditorio y la Plaza de la Música.

### La llegada del turismo

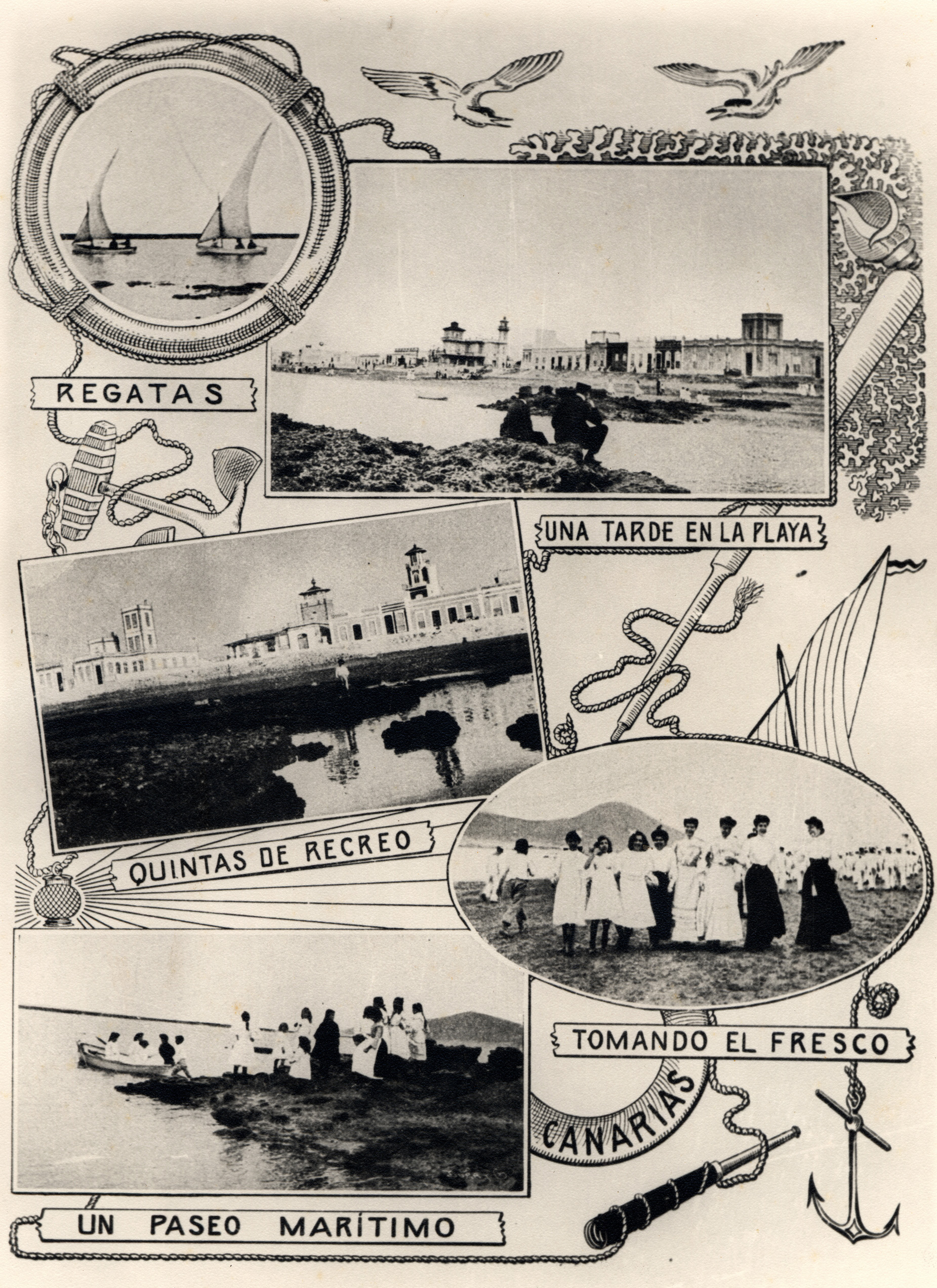
Publicidad de la playa (1910).

Los ingleses y los franceses fueron los primeros en traer turistas hasta Las Canteras durante las primeras décadas del siglo XX. Venían a la isla para trabajar en los negocios instalados en el incipiente Puerto de La Luz, pero terminaban por instalarse en la ciudad, donde llegaron a crear una importante colonia que vino a extender muchas de sus costumbres entre los residentes canarios. La influencia de los ingleses fue notoria y pronto, aquellos que habían venido a trabajar, comenzaron a realizar gestiones para traer compatriotas en pequeños viajes organizados.
Las élites burguesas y aristocráticas del siglo XIX habían iniciado la moda del baño de mar que, a partir de la I guerra Mundial, comenzaron a serlo entre la burguesía media. Fue a principios del siglo XX cuando se conoce que los turistas se bañaban en las playas de la ciudad y los balnearios se anunciaban en la prensa.
La novela "Gran Canaria" de Archibald Joseph Cronin es un reflejo de cómo se desarrollaba ese primitivo turismo.
Como turistas visitaban la ciudad en aquella época Agatha Cristie o Bronislaw Malinowski y la estructura hotelera de la ciudad, iniciada con inversiones inmobiliarias inglesas, surgió como una estación de invierno. El clima paradisiaco, una tierra de flora primaveral y eterna, los valles en los que todos los pájaros cantan, la palmera trasplantada del desierto y un sol radiante era suficiente atractivo para los europeos. Esto también influyó a los canarios que aunque muchos se habían criado en la playa y sí disfrutaban de su riqueza estaban acostumbrados a darle otro uso, quizás más orientado a conseguir el sustento a través de la pesca y las labores propias del mar.
En la década de los 1960 la ciudad recibe la entrada de turistas suecos, y si fueron ellos quienes marcaron estilo y rompieron las reglas de la vestimenta en la playa, pasando no sin contradicciones de los bañadores que cubrían gran parte del cuerpo a los bikinies y el toples.
Cuando acabó la Segunda Guerra Mundial surgió en torno a la playa una ciudad balneario. Mientras los canarios descubrían la playa y empezaban a construirse sus primeras casas, los ingleses ya tenían algunos edificios importantes y habían llenado la playa de casetas, a modo de balnearios, para que sus clientes pudieran cambiarse de ropa y salir a la arena. Se trataba de un turismo no dirigido, con un trato especial que dispensaba directamente la compañía transportista o el propio hotel. La hostelería era controlada en su mayor parte por los británicos y el viajero era una mercancía secundaria, complementaria al tráfico marítimo.
Las crisis mundiales fueron acabando con aquel turismo intimista, pero los ingleses no se resignaban a perderse el paraíso y, en los años 1950, los canarios empezaron a ver el filón que iba a suponer el turismo organizado. Así, la zona de Las Canteras se iba a convertir en una ciudad balneario, en un espacio residencial receptor de turismo, que se iba a levantar sin contar con una infraestructura previa. La ciudad no contaba con hoteles con capacidad suficiente y no había en toda la isla ningún otro destino turístico; pero junto al Puerto de La Luz se extendía una zona que no tardaría en ser descubierta: Las Canteras.
Los primeros establecimientos turísticos que, en 1956, se abrieron en la playa, fueron antiguas viviendas de la zona de La Puntilla reconvertidas en residencias que vinieron a sumar unas cuatrocientas camas. Años más tarde, el turismo ya se veía como un buen negocio por empresarios y autoridades y surgió la necesidad de ofertar alojamientos de mayor calidad en la zona. Así surgió, en 1964, el Hotel Caracolas, aunque años antes ya había abierto sus puertas el Hotel Gran Canaria, levantado en una zona de la playa opuesta a La Puntilla, que era la que en aquellos momentos estaba aglutinando la oferta alojativa de Las Canteras. Seguirían otros pequeños hoteles y residencias como el Hotel Verol, pequeño hotel de tres estrellas inaugurado en 1967 y que sigue abierto en la actualidad. Años más tarde se construiría un hotel emblemático, el Hotel Cristina, que también hoy sigue funcionando. Inaugurado en 1970, se trataba de un hotel situado en una ubicación privilegiada de la playa, que ofrecía el máximo confort a los 600 clientes que era capaz de alojar y que contaba con más de 300 habitaciones, todas con vistas al mar de ambos lados del istmo, a de la playa y al del puerto. Otro establecimiento importante y con el cual competía el Cristina era el Hotel Reina Isabel, abierto en 1965 y hoy propiedad de la hotelera Bull Hotels. 
A finales de los años 1970 el turismo en Las Canteras cae y en parte se desvía a otros destinos. Una de las medidas que se tomaron para tratar de afrontar esta problemática situación fue rehabilitar el entorno y crear infraestructuras de futuro con mayor calidad. Así, en la última década del siglo XX, se inició la reconversión y ampliación del paseo marítimo utilizando nuevos materiales.
Todo aquello que le daba algo más que sol a la parte capitalina no había conocido reforma alguna desde los años 1930.
La administración pública se puso manos a la obra y los trabajos de remodelación dieron comienzo en enero de 1991 e incluyeron además del reformado de la Avenida de Las Canteras, las calles que terminaban en ella. Así logró conseguir de nuevo la prestancia que los continuos años de dejación le habían hecho perder. Y desde entonces la playa de Las Canteras volvió a levantar su semblante que no ha dejado de brillar hasta nuestros días, ofreciendo cada vez más servicios, comodidades y prestaciones que hacen disfrutar al visitante.

## Entorno

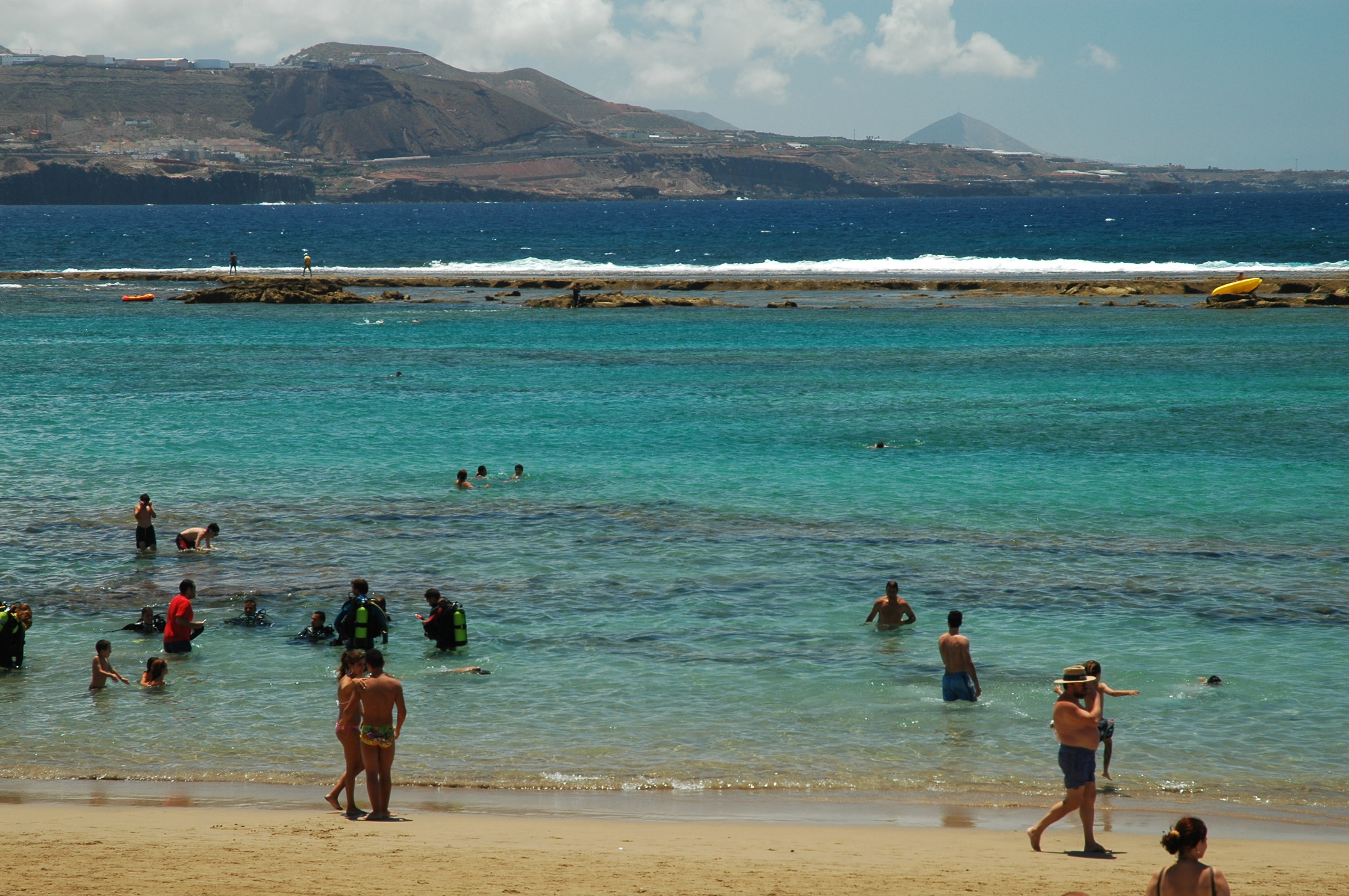
Vista parcial de La Barra.

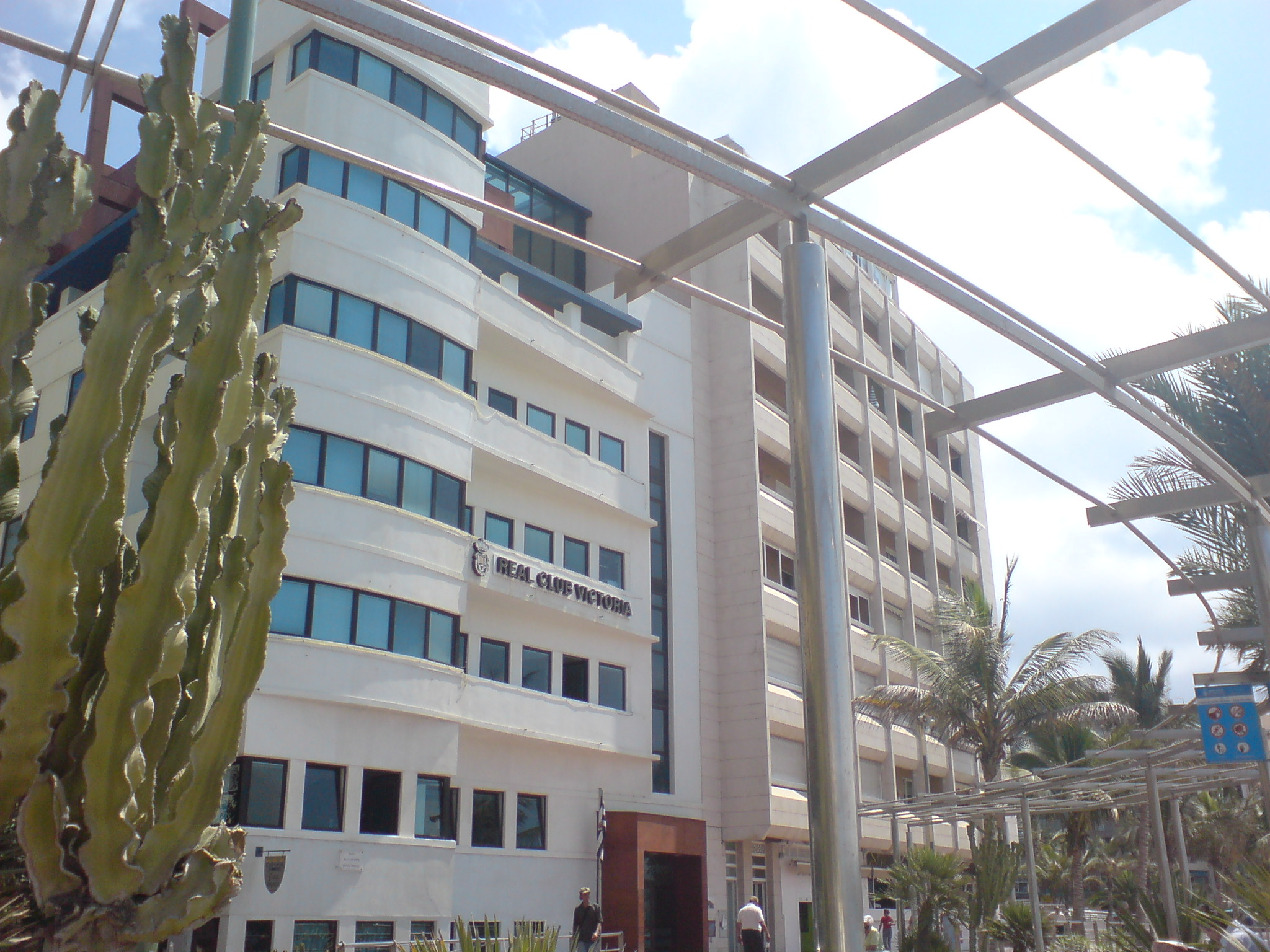
Club Victoria.

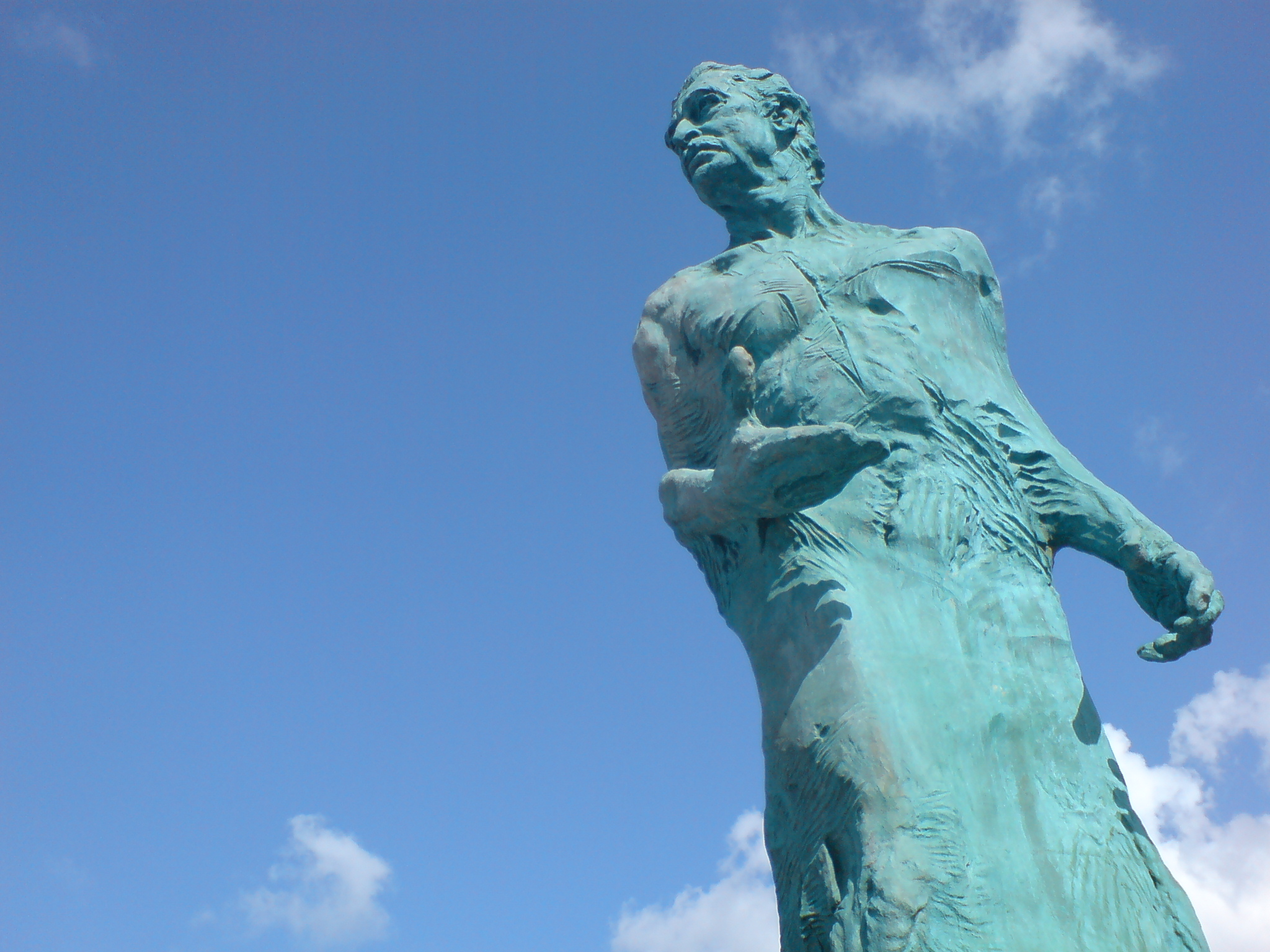
Monumento a Alfredo Kraus de Víctor Ochoa.

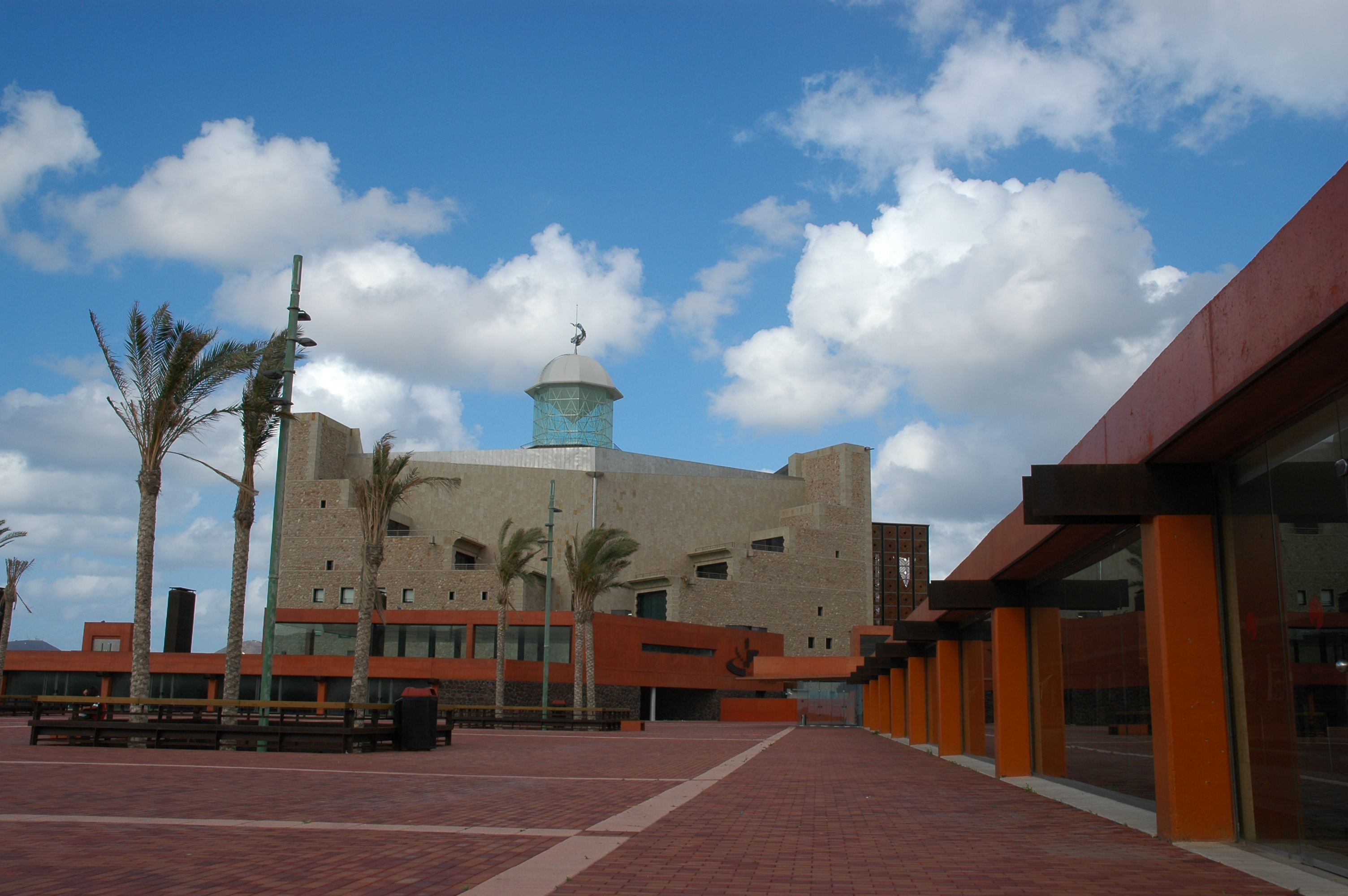
Plaza de la Música y Auditorio.

La BarraA modo de arrecife, en paralelo a la playa, Las Canteras tiene una lengua de dos kilómetros de largo a doscientos metros de la orilla. Conocida popularmente como La Barra, se trata de una roca sedimentaria de arenisca y deposiciones calcáreas en el que se intercalan conglomerados con antigüedad de más de 100 000 años, que protege gran parte de la playa e impide que las mareas arrastren y transporten la arena mar adentro. Es el elemento que confiere personalidad a la playa y la forma en que esta se protege de la dureza del Atlántico. La Barra es reducto de la importante riqueza piscícola de la playa, a la que debe buena parte de su existencia.
El Confital La playa de El Confital se encuentra situada en la península de La Isleta y es prolongación natural de Las Canteras. La zona habitualmente utilizada como playa abarca unos dos kilómetros, aunque la franja litoral es mucho mayor. Está formada por tableros de roca con una capa de arena gruesa al final de los mismos. Esta playa es admirada por la limpieza de sus aguas, la perfección de sus olas y la belleza de sus rocas y acantilados. Hasta hace algunos años, a pie de playa se levantaba un pequeño poblado de infraviviendas, pero recientemente fue erradicado y los terrenos de El Confital pasaron de nuevo a ser dominio público. A mediados de 2007 dieron comienzo unos trabajos de adecentamiento y adecuación para el disfrute público.

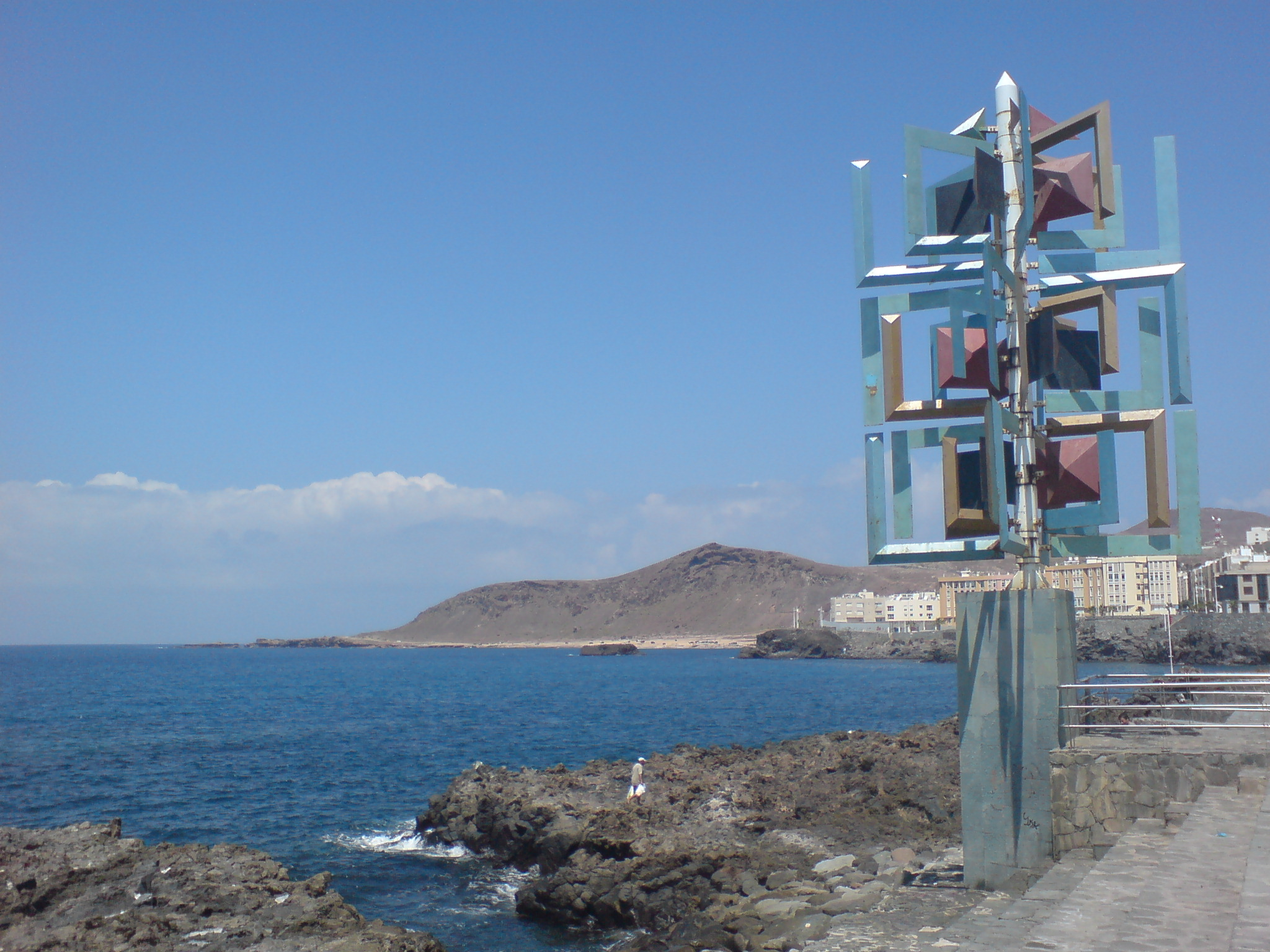
Juguete del Viento de César Manrique.

Juguete del VientoMóvil de hierro policromado situado en la plaza de La Puntilla, es una de las últimas obras realizadas por el polifacético artista lanzaroteño César Manrique, en 1991, antes de su fallecimiento.
Real Club VictoriaFundado en 1910, la entidad ha representado un destacado papel en la vida cultural y deportiva de la ciudad, articulando la vida social en el entorno de La Puntilla, con el deporte como trasfondo. El edificio de la sede social es obra del arquitecto tinerfeño Marrero Regalado, levantado en los años 1930 y 1940 y es especialmente interesante por su composición arquitectónica. Junto a la sede social, punto de encuentro de sus socios y lugar de desarrollo de sus actividades, el Club Victoria cuenta con una escuela de vela ubicada bajo la plaza de La Puntilla.
Mercado del Puerto Es posiblemente el ejemplo más claro de la arquitectura del hierro de Gran Canaria. Se encuentra entre Las Canteras y el Puerto de La Luz, ocupando una superficie de 1700 metros cuadrados. Es un recinto de planta cuadrada y diáfana, cuyas columnas son de hierro fundido y de hierro dulce laminado o forjado aquellos componentes que debían sufrir esfuerzos de flexión o extensión, como las cubiertas. Desde mediados del 2012, el Mercado ha ampliado sus horizontes y se ha convertido en un punto de referencia gastronómica de la ciudad, ofreciendo desde sus locales, restaurantes de barra, diferentes productos a degustar, mariscos locales, productos escandinavos, comida japonesa o aceitunas del país.

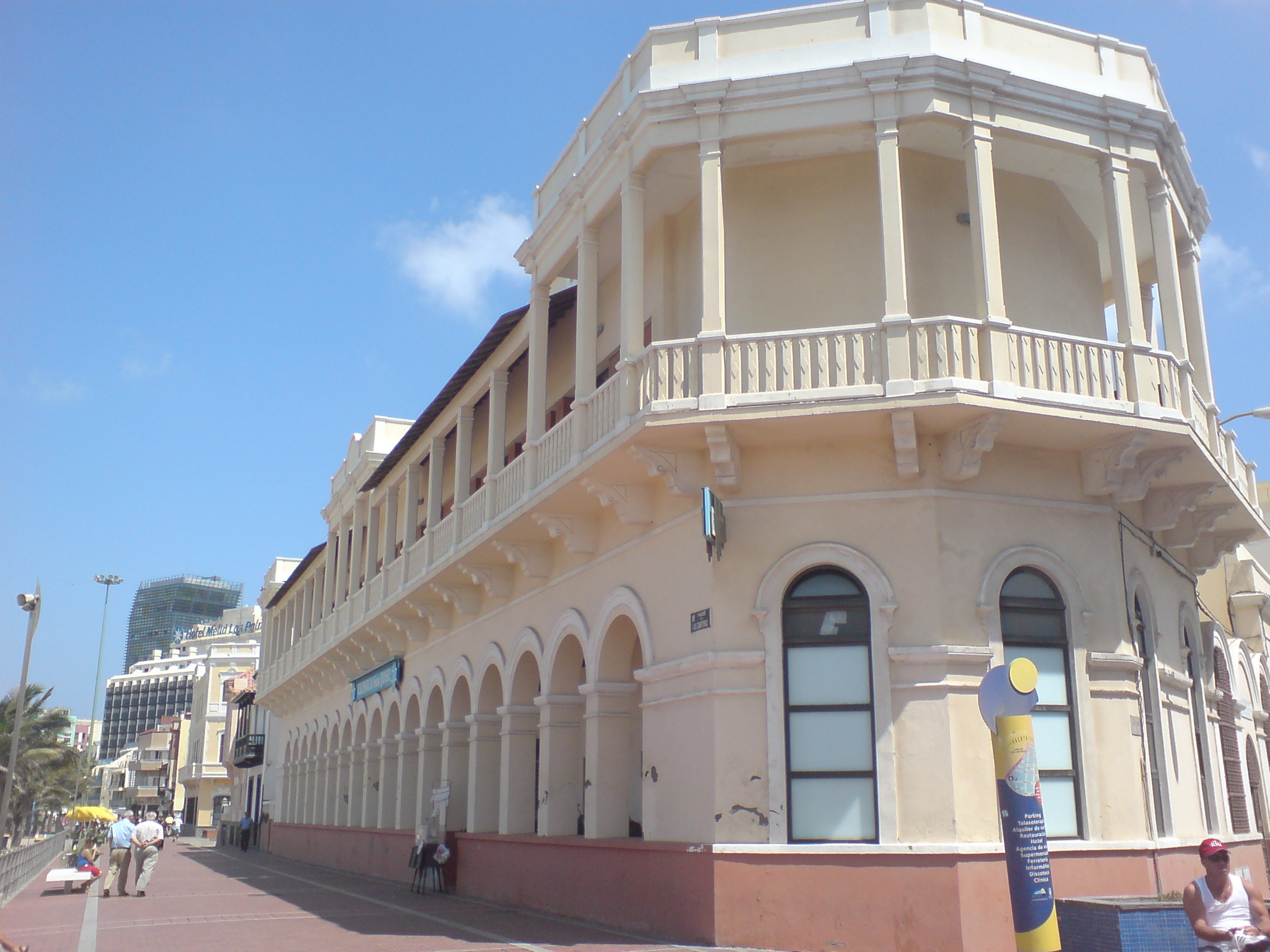
Clínica de San José.

Clínica de San JoséUno de los edificios históricos de la playa, construido en 1900, que a su vez es un conocido punto de encuentro. Otras edificaciones históricas como el Cine de Los Hermanos Millares o el Club Pala han cedido su espacio a construcciones más modernas. La Casa Asilo de San José, edificio de estilo ecléctico, originariamente proyectada de una planta por el arquitecto Laureano Arroyo en el año 1896, fue reformada en los años 1920 por Rafael Masanet añadiéndole una planta superior con galería corrida, muy característica en un edificio de carácter asistencial.
Muro MarreroSegún la Fundación para la Etnografía y el Desarrollo de la Artesanía Canaria (FEDAC), Organismo Autónomo del Cabildo de Gran Canaria, el muro marrero está localizado en el tramo de la "avenida de la playa de Las Canteras de Las Palmas de Gran Canaria, en la parte de la misma conocida como Playa Chica, en su confluencia con el final de la calle Dr. Grau Bassas, en su número 60, al igual que el final de la calle Sargento Llagas". El apellido Marrero que designa esta localización recuerda los esfuerzos del pionero Antonio Marrero Pérez, que en 1920 se ve obligado a construir un muro para proteger a su familia de la bravura del mar; así "este muro se convierte en el germen de lo que será el trazado del futuro paseo de Las Canteras"  lo cual ha quedado conmemorado en una placa que puede ser visitada en el lugar.
Esculturas en el paseoEl paseo de Las Canteras es un pequeño museo al aire libre en que tienen cabida multitud de propuestas escultóricas de los más variados estilos. Muchas de ellas representan a playeros ilustres y personajes populares. Algunas de estas figuras son Calypso (1998, Manuel González, en bronce), dedicada a Jacques Cousteau; Homenaje a los pescadores fallecidos, de Chano Navarro Betancor, en La Puntilla; busto a Pepe Gonçalves (1994, por Tony Gallardo, en bronce fundido), futbolista y fundador del Real Club Victoria; Los niños de la barra (1993), grupo escultórico en bronce de Juan Bordes Caballero; busto al poeta Saulo Torón y al Doctor Apolinario Macías; Mary Sánchez (2005), estatua en bronce a tamaño natural de la folclórica, obra de Ana Luisa de Benítez; La mujer y su sombra (década de los noventa del siglo XX), obra en acero corten de César Manrique en la plaza del arquitecto Miguel Martín-Fernández de la Torre; El pescador (2002), obra en bronce y acero inoxidable de Chano Navarro; Los nadadores. Homenaje a la travesía "Peña la Vieja" (2003), cubo y siluetas en acero corten obra del artista local, Miguel Panadero.
Belén de Arena Evento de arte efímero que se realiza ininterrumpidamente desde 2006 en las navidades de Las Palmas de Gran Canaria con los mejores escultores de arena del mundo. Tanto la calidad de los trabajos como lo especial de su localización, la playa de Las Canteras, con una temperatura media de 23 °C durante todo el año, hace que sea uno de los eventos más relevantes y originales del mundo en Navidad, lo que lo ha convertido año tras año en el tercer espacio museístico más visitado de España en diciembre, sólo por detrás del Museo del Prado y el Museo Reina Sofía. En el año 2024, El Belén de Arena de Las Canteras ha recibido el reconocimiento de “Bien Cultural de Paz” por parte de la Fundación Artisophia, en un acto multitudinario donde se izó, por primera vez en Canarias, la “Bandera de la Paz y la Cultura”, Emblema del Pacto Roerich, que ondeará en lo sucesivo cada año en las fechas navideñas.
Murales playerosEl deseo de armonizar las construcciones modernas con la idiosincrasia de la playa se ha traducido en unos característicos murales realizados, entre diciembre de 1993 y abril de 1994, sobre algunas paredes medianeras, en los que predominan los motivos marinos y el azul del mar. Esta actuación se desarrolló dividiendo la playa en dos tramos, y las obras fueron encargadas a tres artistas que tenían su estudio y residencia en Las Canteras. El primer tramo del espacio abarcó desde Playa Chica a La Puntilla y fue intervenido por José Antonio García Álvarez y por Fernando Álamo. El segundo tramo, desde Playa Chica a La Cícer, fue asignado a Manuel Padorno, quien tenía su residencia en esta misma zona de la playa.
Monumento a Alfredo KrausMajestuosa escultura en bronce del insigne tenor grancanario Alfredo Kraus situada a escasos 80 metros del auditorio que lleva su nombre, en los Jardines de los Puertos Atlánticos que cierran por el oeste la playa de Las Canteras. La obra fue encargada por la ciudad al escultor y arquitecto Víctor Ochoa Sierra para recordar a Kraus en el aniversario de su fallecimiento. Cuenta con una altura de 8,45 metros y una base triangular de 4x4x4 metros, aproximadamente. La estatua es de fundición de bronce descompuesta en placas, soldadas posteriormente en anillos horizontales superpuestos. El monumento tiene un peso total de cerca de 3 toneladas y está montado sobre una estructura interior de acero de 3 toneladas, fijada sobre un basamento ligeramente inclinado de 2,20 metros de alto en forma de triángulo isósceles, de 21 m en sus lados mayores y 16 m en el posterior, incardinado como flecha orientada hacia el océano. Un bloque de hormigón armado se adentra 12 metros de profundidad para cimentar todo el conjunto, con lo que alcanza una altura total de 23 metros (10,60 sobre rasante) equivalente a un edificio de siete plantas. Fue inaugurada por el alcalde de Las Palmas de Gran Canaria, José Manuel Soria, y la familia del tenor en febrero de 2001.
Auditorio Alfredo Kraus y Palacio de Congresos de Canarias
Son dos obras emblemáticas del arquitecto catalán Óscar Tusquets Blanca inauguradas en 1997. El auditorio ocupa un extremo privilegiado de la playa y se erige en ella, a veces como faro, a veces como una fortaleza aislada y acastillada de enormes proporciones, independiente de su entorno, cuya planta se asienta sobre un zócalo de roca volcánica que el escultor Juan Bordes convirtió, con sus obras, en una roca habitada. Junto con el palacio de congresos, disponen de 13 200 m² de superficie útil en las que se reparten once salas capaces de acoger desde una reunión para veinte personas a un gran congreso o convención para 2500. La Sala Sinfónica, en el auditorio, es la de mayor capacidad, con 1656 localidades y un gran ventanal tras el escenario con vistas al Atlántico.
Sede de la Orquesta Filarmónica de Gran Canaria y Plaza de la MúsicaEn la plaza de Música, ubicada en la zona de El Rincón, tras el auditorio, se encuentra la sede la orquesta filarmónica y el Palacio de Congresos de Gran Canaria. En un extremo de la plaza, la sede de la orquesta filarmónica sirve como lugar de ensayo y como apoyo a las actividades de la misma.

## Gestión medioambiental
Las Canteras cuenta con un sistema de gestión ambiental para la gestión integral del medio ambiente playero, implantado según norma UNE-EN ISO 14001:2004, y certificado desde el año 2004. Este certificado de calidad en la gestión ambiental, garantiza y establece las directrices para que todos los servicios y trabajos que se realicen en la playa se lleven a cabo con el más absoluto respeto al entorno natural.
Banderas azulesLa calidad de la playa y de sus servicios también se ha venido reconociendo año tras año, ininterrumpidamente desde 1989, con la concesión de la Bandera Azul, que viene a garantizar que las aguas, la limpieza, los medios de vigilancia y de salvamento y socorrismo de la playa son los óptimos. El 5 de junio de 2007, la playa de Las Canteras izó la Bandera Azul correspondiente a dicha anualidad.
Bandera de calidadEste símbolo se encuentra ondeando a la altura del balneario de la calle Tomás Miller y garantiza calidad, seguridad y profesionalidad en todos los servicios que se ofrecen en la playa, además de asegurar a los usuarios y visitantes la mejor experiencia turística posible. La playa capitalina es el primer arenal del Archipiélago que recibe este reconocimiento por la calidad de sus servicios otorgado por el Instituto para la Calidad Turística Española.

### Problemática ambiental

Esquema dinámica de arrastre de arenas en la Playa de Las Canteras.

La acumulación de arena es uno de los aspectos negativos para el entorno de la playa de Las Canteras. La arena viaja arrastrada por las corrientes marinas y por el viento. Antiguamente el mar la depositaba en la playa para que, en tierra firme, continuara su ruta natural desde Las Canteras hasta la playa de Las Alcaravaneras, formando así un amplio campo de dunas que se extendía más allá del sur del istmo, hasta llegar a Arenales, barrio de la ciudad que tomaría su nombre de esta formación dunar. La construcción del paseo y de los edificios de la zona, que se intensificó a partir de las primeras décadas del siglo XX, obstaculizan el paso natural de la arena y, en consecuencia, provocan que esta se acumule irremediablemente en Las Canteras.
No obstante, el problema de la acumulación de arenas no es nuevo. Ya en el año 1884, el ingeniero Juan de León y Castillo remitió un informe a la sociedad científica Museo Canario para que estudiase posibles soluciones que nunca llegaron a resolver el problema. Llegados al siglo XXI, la máxima acumulación de arenas se produce entre dos puntos del extremo norte de la playa (La Puntilla y la zona del Hotel Reina Isabel), llegando la bahía a asumir unos 300 metros cúbicos mensuales que, con el paso de los años y si no se remedia, llegarán a colmatar la dársena hasta provocar que la orilla de la playa comience a partir de La Barra. Los aportes, que se incrementan mes tras mes, han ido mermando la flora y, como consecuencia, la fauna de la playa; por lo que en numerosas ocasiones se ha solicitado el dragado controlado de los fondos marinos. Sin embargo, los planes que ha intentado aplicar la Dirección General de Costas del Ministerio de Medio Ambiente de España, para dragar y redistribuir la arena siempre han chocado con la oposición de vecinos y usuarios de la playa. 

### Flora
Las aguas de la playa de Las Canteras sirven de cobijo a unas 210 especies diferentes de algas, lo cual representa el 30 % de las 650 especies de algas macroscópicas que se han catalogado en Canarias, lo que es un indicativo de la riqueza vegetal presente en los fondos de la playa. La razón de esta abundancia es debido a las características del particular ecosistema existente entre la playa y La Barra.
La Bonnemaisonia hamifera es un tipo de alga roja, dentro del filo Rhodophyta, endémica de la playa de Las Canteras que no se da en ningún otro lugar de las Islas Canarias. Se trata de una especie que presenta dos formas en todo su ciclo de vida y una de ellas jamás se había encontrado en Canarias hasta que se descubrió en Las Canteras.
La seba (Cymodocea nodosa) es un tipo de fanerógama marina que antaño formaba extensas praderas en toda la bahía del Confital junto a otros vegetales, y cubría aproximadamente el 75 % de los fondos arenosos de la playa. Multitud de animales se refugiaban y vivían entre sus bosquetes. Es tal su importancia, que éstas praderas se hallan protegidas por la legislación ambiental, ya que toda la bahía del Confital (junto con el área marina de la península de La Isleta) ha sido declarado Lugar de Importancia Comunitaria e incluido dentro de la Red Natura 2000 de la Unión Europea. Debido a la problemática acumulación de arenas que se viene produciendo en la dársena desde hace algunas décadas, los sebadales mueren enterrados bajo ella, desapareciendo así la fauna a la que dan sustento. En la actualidad, el alga verde articulada de afinidad subtropical Cymopolia barbata tapiza los sustratos duros de gran parte de la playa. Las algas pardas Lobophora variegata y Padina pavonica, junto al alga roja Asparagopsis taxiformis, son algas sumamente conspicuas en toda la dársena playera. 

### Fauna

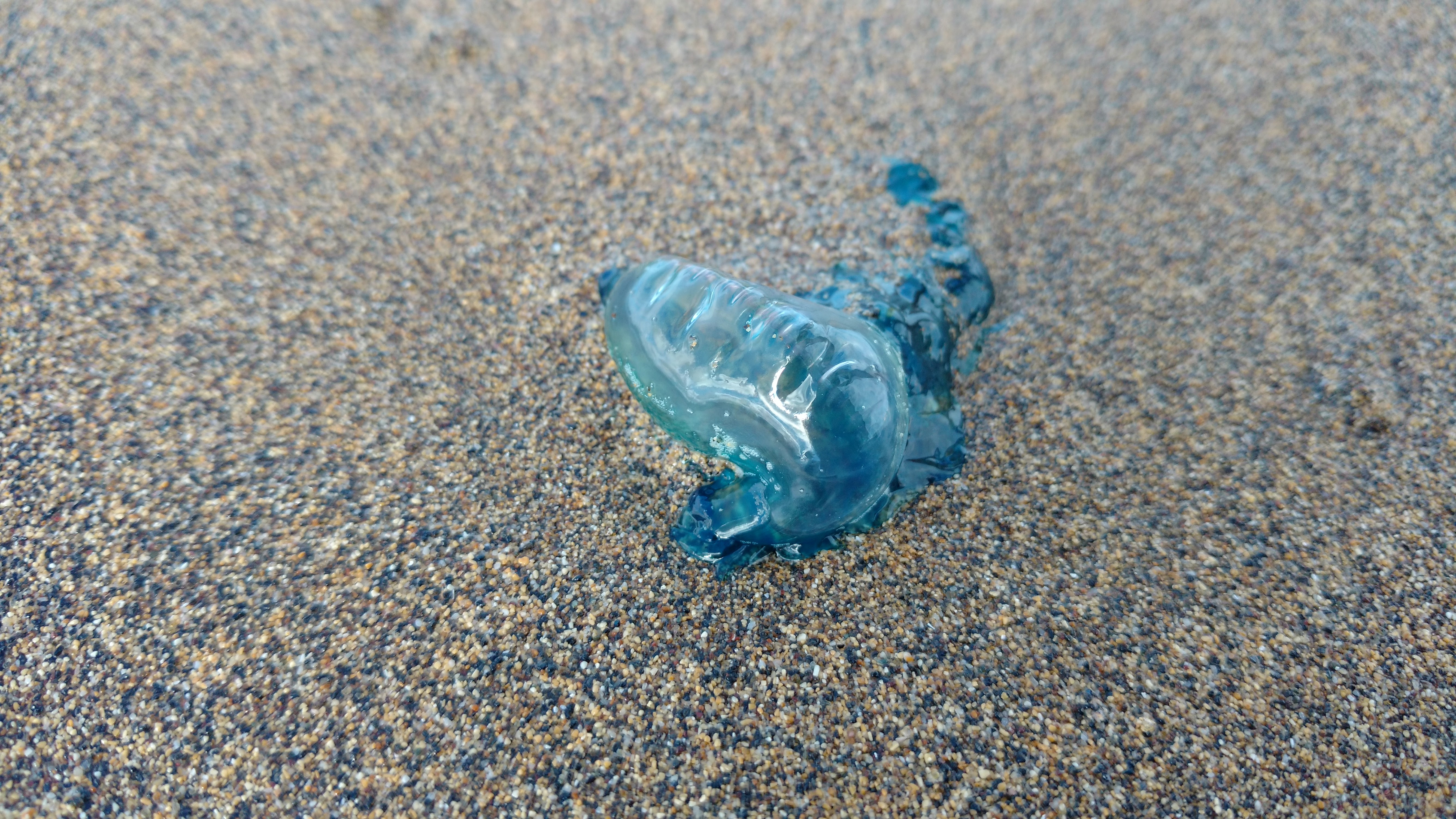
Carabela portuguesa en la zona de La Cícer

Al igual que las especies vegetales, los animales que viven en la playa de Las Canteras deben buena parte de su existencia a la acción protectora de La Barra. Así en aguas de la playa pueden encontrarse diferentes especies de pelágicos (sargos, palometas, viejas, pejeverdes salemas, fulas blancas, fulas negras, cabosos, etc) y viviendo entre sus rocas individuos bentónicos como lapas (del género Patella) o tapaculos (Bothus podas). 
En los charcos que se forman en la bajamar podemos encontrar viviendo entre sus piedras a cangrejos, ofiuras y ermitaños. La mayor cantidad de especies se hallan en los charcos de las zonas más bajas. También pueden encontrase colonias de anémonas, erizos, estrellas de mar, varias especies de esponjas y ascidias. Bajos los charcos se hallan algunos ejemplares de almejas, camarones, pequeños corales de diferentes colores, así como vacas y babosas de mar. Tampoco es difícil ver pequeños pulpos y sepias.
Entre los sebadales de Las Canteras podían encontrarse hasta los años 1980 algunos caballitos de mar (Hippocampus ramulosus) que ya no se ven como consecuencia de la progresiva desaparición es estas comunidades de sebas. De igual forma, la carmelita (Myrichthys pardalis), un pez sin escamas con forma de serpiente, ha sufrido un enrarecimiento de sus poblaciones. Se trata de uno de los elementos faunísticos más representativos de la playa, sobre todo por la viveza de sus colores. 
Aves
Aunque Las Canteras no destaca por ser lugar de nidificación, sí pueden encontrarse en ellas numerosas aves que aprovechan para posarse sobre la arena y en las peñas a primeras horas del amanecer, o en La Barra, cuando esta sobresale durante la bajamar, o en horas nocturnas cuando la presión humana es menor. Además de gaviotas, es frecuente observar a ejemplares de zarapito trinador, vuelvepiedras y garceta común, capturando peces en los charcos o buscando alimento entre las rocas. Antiguamente, antes de la urbanización del istmo, existía una importante colonia de Alcaravanes, ave esteparia cuya abundante presencia sirvió para dar nombre a la playa del otro extremo del istmo, la playa de Las Alcaravaneras. 
Cetáceos
Las aguas que bañan La Isleta y la bahía del Confital, a pesar del denso tráfico marítimo que soportan dada la proximidad del Puerto de La Luz, constituyen unos de los lugares escogidos por algunas especies de cetáceos y mamíferos marinos para asentarse. No obstante, Las Canteras es también zona de paso para estas especies en sus movimientos migratorios, los cuales tienen lugar a varias millas de la costa. En muchos casos alguno de estos ejemplares se ha acercado a la playa, probablemente desorientados, y algunos incluso han llegado a varar. Sin embargo ello no es óbice para alguno de estos animales decida atravesar la barra y darse un paseo por aguas de la playa o juguetear entre los bañistas, tal y como ocurrió en el año 1983 cuando un grupo de calderones merodeó durante un día entero por el interior de la dársena.
A una milla al noreste de La Isleta, científicos de la Universidad de Las Palmas de Gran Canaria han constatado la presencia permanente de un grupo de tursiones comunes que convive con otro de calderones grises, además de una comunidad de cachalotes que, según los científicos, podrían moverse en el canal que separa la isla de Gran Canaria de la de Fuerteventura. Este ecosistema marino que circunda la península de La Isleta y sirve de hábitat para estos mamíferos, ha sido declarado Lugar de Importancia Comunitaria, incluyéndose dentro de la Red Natura 2000 de la Unión Europea.

## Servicios

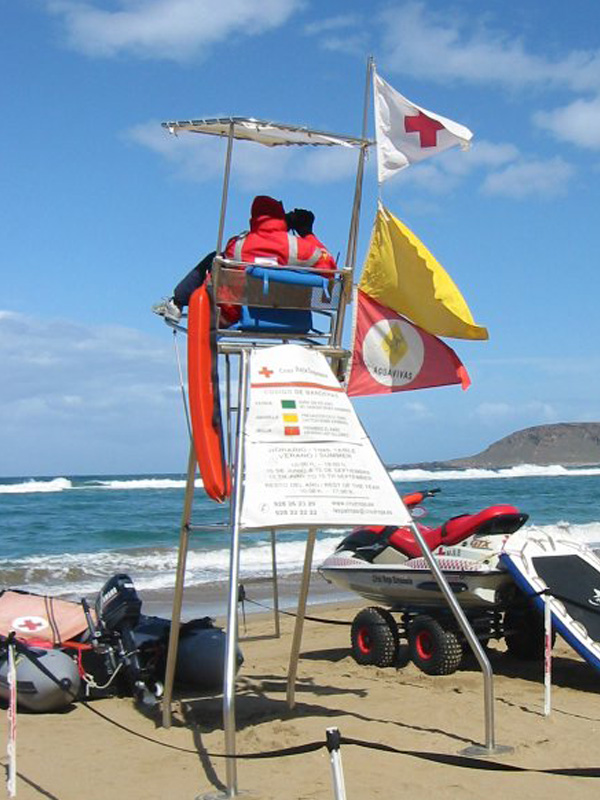
Puesto de vigilancia y salvamento.

- Puesto permanente de socorrismo y primeros auxilios (operativo los 365 días del año, en invierno de 10 a 17 y en verano de 10 a 19 ). Puntos de vigilancia con socorristas a lo largo de playa (en temporada alta).
- Instalaciones deportivas y juegos infantiles.
- Fácil acceso en transporte público. Aparcamientos. Paseo peatonal. Aparcabicicletas en el paseo.
- Hoteles y apartamentos, restaurantes y cafeterías, en la misma playa y en inmediaciones.
- Accesos para personas con movilidad reducida. Rampas en acceso a paseo y del paseo a la arena. Área habilitada para PMR con monitores y equipamiento para el baño.
- Vigilancia policial, con puesto permanente en la playa.
- Servicio de megafonía, aviso de personas desaparecidas. Oficina de objetos perdidos.
- Toma semanal de muestras de agua para análisis sanitario y control de calidad.
- Balneario y guardarropa. Baños públicos. Duchas y lavapiés.
- Alquiler de hamacas y sombrillas, repartidas en trece sectores a lo largo de la playa.
- Conexión a internet gratuita mediante tecnología wi-fi en algunos puntos de la playa.
- Punto de información turística con atención en cuatro idiomas. En la misma avenida existe un kiosco de Información Turística. Situado en la plaza de la Calle Gomera, delante del Hotel Meliá Las Palmas.[36]
- Biblioteca Josefina de la Torre, biblioplaya permanente con una selección de libros editados acerca de la playa de Las Canteras, conexión a Internet y otras actividades de animación a la lectura playera.
- Organización de actividades de ocio y esparcimiento y diversos eventos.
- Servicio integral de limpieza y conservación para la playa y el paseo. Rastrillado diario, oxigenado y desinfección de la arena, duchas, lavapiés y pasarelas. Servicio de recogida selectiva de basuras. Expendedores de ceniceros desechables de uso gratuito localizados en cada uno de sus 28 accesos.

## El surf en Las Canteras

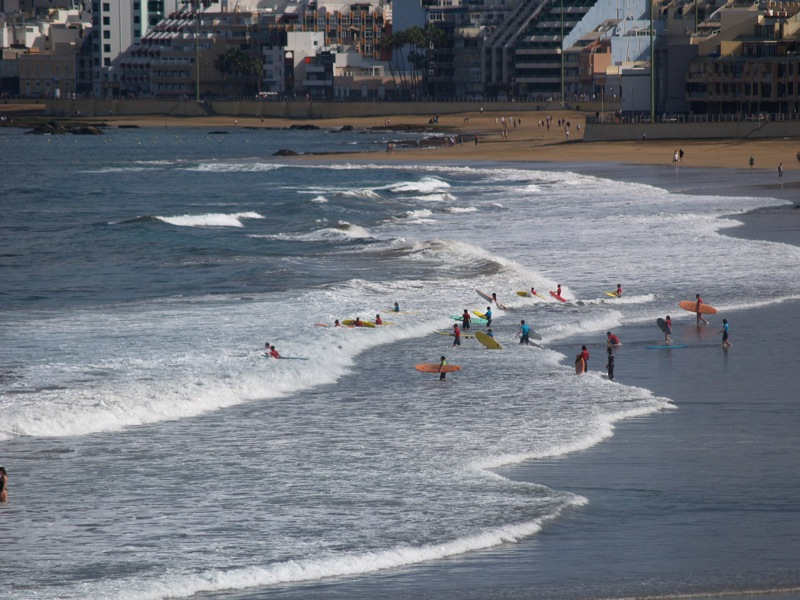
Surfistas en la Cícer.

Las olas que llegan hasta el litoral de la playa son motivadas por la mar de fondo que se produce en lugares tan alejados como la península, Inglaterra o, incluso, Canadá. Cuando durante unos días los vientos soplan con fuerza sobre el mar, se forman olas cortas y caóticas que viajan por todo el océano Atlántico. Durante el viaje, aquellas que se agrupan y forman olas largas y ordenadas, son capaces de recorrer miles de kilómetros y, de esta forma, cuando llegan a Canarias presentan las condiciones para poder surfearlas. 
Repartidos por la bahía del Confital, existen tres lugares principales para practicar el surf y sus modalidades (bodyboard, shortboard y longboard). Uno se encuentra justo detrás de la plaza de la Música y el Auditorio Alfredo Kraus, en la zona más meridional de la playa, donde se forma la ola de Lloret, llamada de esta forma porque en la zona se ubicaban las antiguas factorías de pescado Lloret y Linares hoy desaparecidas. Más hacia el norte, en la zona de la playa conocida como La Cícer, se levantan las olas más grandes de la playa, al no tener barra que la proteja, por lo que es utilizada para la inicialización en la práctica del surf. Finalmente, en El Confital se crea un tubo que es utilizado por los más experimentados por su rapidez y fuertes contrastes.
En Las Canteras existen escuelas de surf que imparten cursos de iniciación y de perfeccionamiento y periódicamente se organizan pruebas y campeonatos que puntúan a escala mundial; no en vano, las de El Lloret y las de El Confital se encuentran entre las mejores olas de Europa para la práctica de este deporte.
La Cícer, cuna del surf
La Cícer, antiguamente conocido por su topónimo original Punta Brava, fue el primer lugar que acogió a los pioneros del surf, cuando su práctica se introdujo en Gran Canaria de la mano de extranjeros y peninsulares en el año 1970. Se trataba de una zona marginal, con agentes de la guardia urbana y carteles prohibiendo el baño debido a la peligrosidad de las corrientes, que popularmente quedaba fuera de la playa de Las Canteras. De hecho, en aquellos años se encontraba físicamente separada del resto de la playa por las instalaciones de la central eléctrica de la Compañía Insular Colonial Electricidad y Riegos (CICER) que interrumpía la continuidad del paseo en esa zona. La central, cuando se instaló en 1928, lo hizo en un descampado de 16 000 m² alejado de la ciudad; décadas más tarde, conforme se fue urbanizando la zona, quedó justo en primera línea de playa, lo que fue aprovechado por los técnicos en los años 1960 para construir un canal y dique en escollera, que aún existe, con el que tomar y aliviar el agua que se utilizaba para refrigerar las turbinas de la central. Con el paso de los años, este dique provocó un aumento de la arena en la zona y el sepultado progresivo de las piedras y la arena volcánica que conformaban esa parte de la playa. Desde hace algunas décadas, la central de la CICER (que ha pasado a depender de Unelco-Endesa) está paralizada y desmantelada en parte, entrando en servicio en contadas ocasiones. Sobre su solar, el ayuntamiento de la ciudad ha planeado la construcción de equipamientos socio-deportivos y plaza pública. Sin embargo, el recuerdo de la central de la CICER pervive en el imaginario colectivo que ha terminado dando su nombre a esta zona de la playa.
Características de los spots del área de Las Canteras
- El Lloret
  - Izquierda y derecha de El Lloret (Fish Factory), fondos de cantos rodados.
  - Predominio de la bajamar y vientos de componente sur y sureste.
  - Todos los niveles. Olas de entre 1 y más de 4 m

- Las Canteras
  - La Puntilla, fondo volcánico; La Barra, fondo volcánico (varios picos); La Cícer, fondo arenoso.
  - Predominio de la pleamar y vientos de componente sur y sureste.
  - Todos los niveles. Olas de entre 1 y 3 metros (hasta 1,5 m en La Puntilla).

- El Confital
  - Las Monjas, La Punta y la derecha del Confital.
  - Predominio de mareas de nivel medio y alto y vientos de componente sureste; fondo volcánico.
  - Nivel experto. Olas de entre 1,5 y más de 3 metros.

## Submarinismo en Las Canteras

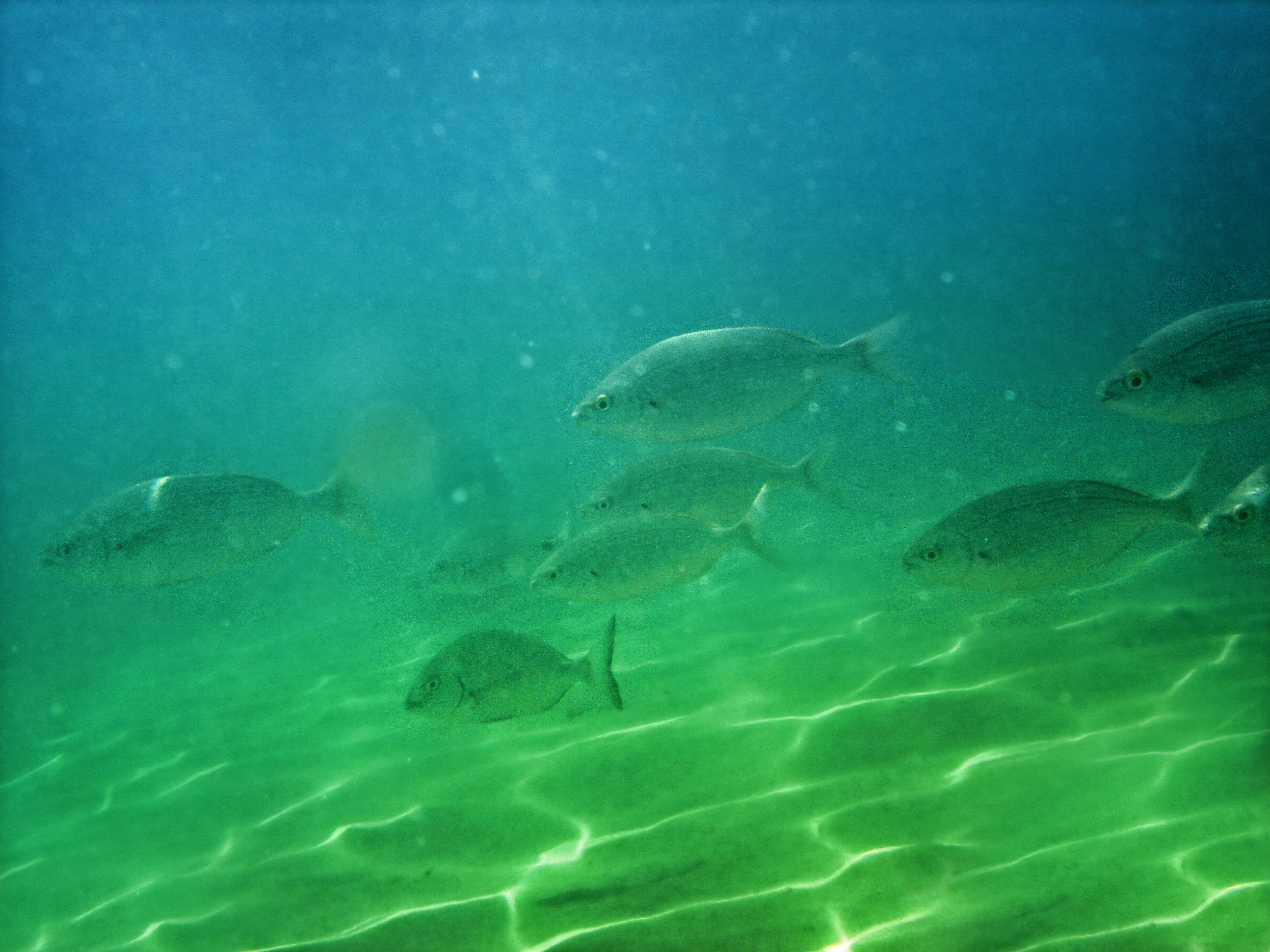
Salemas (Sarpa salpa) en los fondos marinos de Las Canteras.

Bajo las aguas de la playa de Las Canteras se esconde un espacio que rebosa de vida, en el que muchos animales encuentran un hogar seguro en el que vivir.
El buceo con gafas y tubo, o con equipo ligero, está al alcance de todas aquellas personas que sepan nadar. Los paisajes, la vida marina y la seguridad que las aguas de la playa ofrecen, la convierten en un lugar donde los aficionados se inician en los paseos submarinos y disfrutan en pleno contacto con la naturaleza. En Las Canteras es habitual realizar esta actividad en compañía de amigos o en familia y es practicada tanto por mayores como los más pequeños que, desde chicos, ya margullan en la orilla. También existen varios centros y clubes de submarinismo profesional que tienen en la playa su mejor escuela, ofreciendo cursos de iniciación o paseos submarinos guiados para descubrir sus fondos. También facilitan el alquiler del equipo autónomo de buceo necesario para los más experimentados.
La playa de Las Canteras cuenta con dos zonas habilitadas para el buceo, una en la denominada Playa Chica y otra, más extensa, en la Playa Grande. Debido a que se encuentran dentro del espacio litoral interior de la dársena (entre la orilla y La Barra), la profundidad máxima que puede alcanzarse en la bajamar es de 5 metros, siendo la profundidad media de unos 2 metros. Se trata de inmersiones de escasa dificultad y con corrientes ocasionales (más frecuentes en la zona de Playa Chica), aptas para niños y jóvenes, en las que no es necesario el uso de equipamiento sofisticado. Profesionales y aficionados experimentados pueden probar a recorrer el exterior de La Barra y Baja Fernando en los días en los que las corrientes y la marea lo permitan, o sumergirse en el cercano Roque Matavinos, en la zona de La Puntilla, una gran formación de roca volcánica con un fondo muy accidentado plagado de cuevas y túneles en los que tienen refugio diversas especies de fauna de la penumbra y donde se alcanzan profundidades cercanas a los quince metros.

## La pesca artesanal en Las Canteras

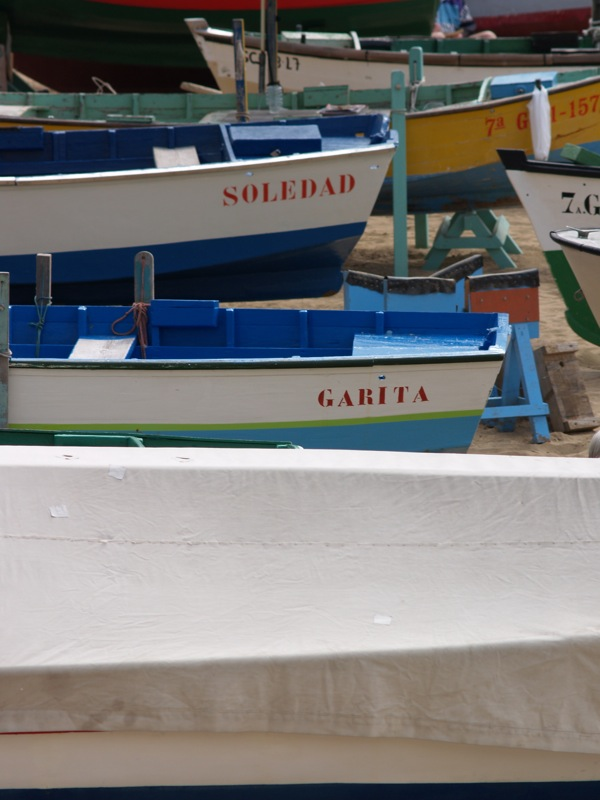
Barquillas varadas en La Puntilla.

La pesca y la gastronomía marinera dan un toque auténtico a la playa. En las múltiples terrazas y restaurantes de su paseo se pueden degustar las delicias del lugar: chocos, vieja a la espalda, o sancocho canario; todos ellos platos elaborados con productos frescos del mar que salen a buscar los pescadores que aún quedan en la zona de La Puntilla y La Isleta.
Las barquillas que se varan diariamente en La Puntilla resisten el paso del tiempo en plena era tecnológica. Constituyen el recuerdo de una época no muy lejana, a mediados del siglo XX, en la que los hombres del mar salían a faenar en sus pequeños botes luchando contra los elementos y navegando a vela o con remos. Entonces había pesca abundante pero el dinero que se pagaba por las capturas era poco y las condiciones de trabajo exigían un gran sacrificio. Hoy en día, los motores y las artes de pesca permiten que la práctica del oficio resulte más llevadera, pero ahora la pesca es tan escasa que no da para vivir. Tal vez sea esta la última generación de pescadores artesanales de Las Canteras.
En torno a los años 1950, en el otro extremo de la playa, donde hoy se levanta el Auditorio Alfredo Kraus, se emplazaban algunas de las factorías de pescado más importantes de Canarias, en las que el enlatado y la salazón del atún y la sardina eran sus manufacturas principales. El auge de la industria conservera era tal que acaparaba todo el atún que se pescaba en aguas del archipiélago y en parte de las del banco pesquero canario-sahariano. Cuando, años más tarde, los frigoríficos viniesen a revolucionar la conservación de los alimentos, las conserveras canarias se vieron forzadas a desaparecer.

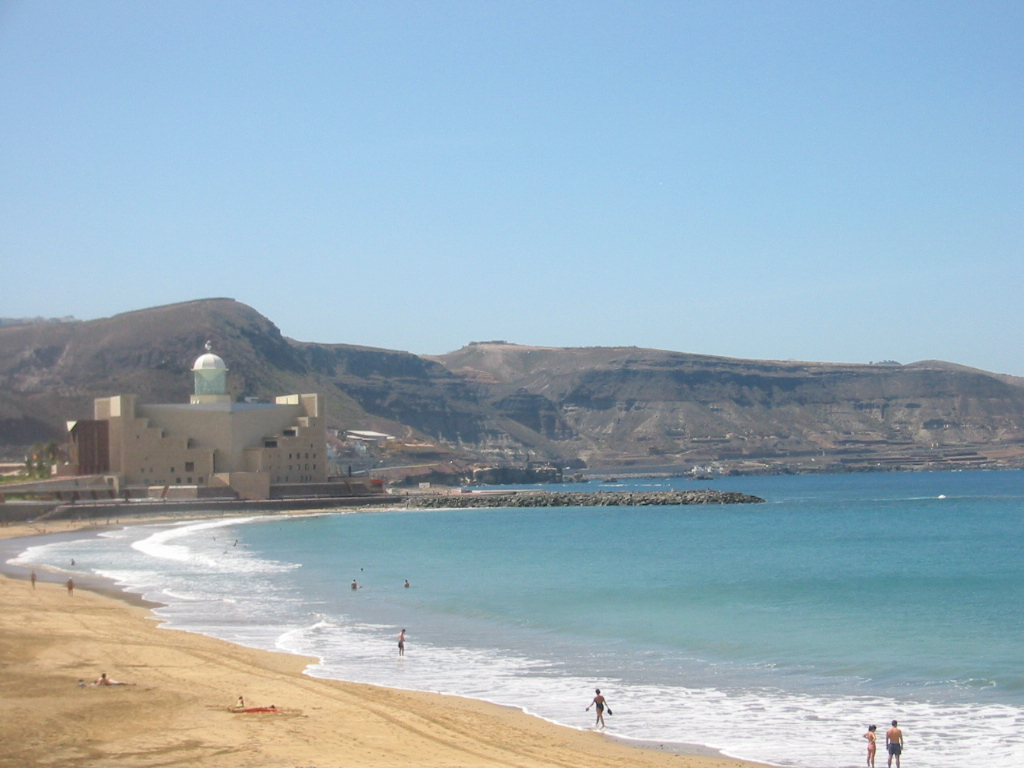
Playa de Las Canteras y el auditorio Alfredo Kraus.

## Curiosidades
- Desde la playa pueden verse en días con cielos limpios y despejados la totalidad de la cumbre de la isla de Gran Canaria y parte de la vecina isla de Tenerife, en la que puede distinguirse claramente la silueta del Pico Teide.
- Anualmente, coincidiendo con las fiestas navideñas se coloca un árbol de Navidad gigante y se confecciona un belén alegórico realizado enteramente con arena y agua. En el año 2006, un grupo de siete de los mejores arenistas del mundo, se dieron cita en Las Canteras para levantar el belén de arena más grande de España, en el que se utilizaron 250 toneladas de arena para cubrir un espacio de 700 metros cuadrados.[42]
- La Peña de la Vieja recibe tan curiosa denominación ya que desde ella era más fácil la pesca de viejas (Sparisoma cretense), una especie común en Canarias, que nada entre las rocas en busca de algas e invertebrados.
- Las Canteras fue escenario cinematográfico. En La Puntilla se rodaron a mediados de los años 1950 algunas escenas de la película Moby Dick en la que John Huston dirigió a Gregory Peck en el papel del capitán Ahab.[43]
- Muchas ballenas y delfines viven mar adentro alrededor de la península de La Isleta y en algunas ocasiones ha aparecido algún ejemplar que ha venido a morir a la playa.
- El nombre de Las Canteras deviene de cuando la Barra se utilizaba como cantera de piedra con la que construyó parte de la Catedral de Santa Ana, en Vegueta.
- La playa de Las Canteras es conocida por los surferos por poseer dos de las mejores olas de Europa: la ola del Lloret y la de El Confital,[14] spots en los que se celebran pruebas valederas para el Campeonato Mundial de Surf profesional.
- Su paseo marítimo es el punto de encuentro por excelencia de Las Palmas de Gran Canaria, en el que también se dan cita los ciudadanos foráneos que visitan la ciudad a lo largo del año, todo lo cual forma una rica mezcla de culturas en la que ninguna pierde su identidad.
- Según un estudio llevado a cabo para la revista Mundo Científico, la de Las Canteras es una de las mejores playas urbanas del mundo.
- La playa de Las Canteras pretende convertirse en la primera playa europea incluida en la Red Europea de Espacios Naturales, según una propuesta del VIII Congreso y Exposición Internacional de Playas - Ecoplayas, celebrada en Las Palmas de Gran Canaria en el año 2006.
- Es tradicional que en las Noches de San Juan, festividad que se celebra las noches del 23 al 24 de junio para recibir la llegada del verano, muchos grancanarios y visitantes se den cita en el Paseo de Las Canteras para contemplar los fuegos artificiales y para darse un baño nocturno en las aguas de la playa, congregándose algunas ocasiones miles de personas en lo que se ha dado a conocer como una fiesta muy popular tanto en la ciudad como en la isla.[44]